# Guns N' Roses
Guns N' Roses är ett amerikanskt hårdrocksband som bildades i Los Angeles 1985. Den klassiska uppsättningen av bandet bestod av sångaren Axl Rose, gitarristerna Slash och Izzy Stradlin, basisten Duff McKagan, samt trummisen Steven Adler. Den nuvarande uppsättningen består av; Rose, Slash, McKagan, keyboardisterna Dizzy Reed och Melissa Reese, gitarristen Richard Fortus, samt trummisen Isaac Carpenter. Gruppen har givit ut sex studioalbum, som sammanlagt sålt i över 100 miljoner exemplar världen över – vilket gör att gruppen är ett av de bäst säljande banden genom tiderna.
Ett år efter att Guns N' Roses debutalbum Appetite for Destruction (1987) givits ut, gick den upp som etta på Billboard 200 – mycket tack vare succén med singeln "Sweet Child o' Mine" som är bandets enda att nå förstaplatsen på Billboard Hot 100. Albumet har sålt i över 28 miljoner exemplar världen över varav 18 miljoner i USA, vilket gör att det är det bäst säljande debutalbumet någonsin i USA. Debutalbumet följdes av G N' R Lies (1988) som nådde plats två på Billboard 200. Tvillingalbumen Use Your Illusion I och Use Your Illusion II (1991) debuterade på plats två och ett på Billboard 200 och har tillsammans sålt i över 35 miljoner exemplar, varav 14 miljoner bara i USA. Coveralbumet "The Spaghetti Incident?" (1993) var gruppens sista med Slash och McKagan. Efter att ha arbetat i över ett decennium, och med en mängd medlemsbyten, gav Guns N' Roses ut det efterlängtade albumet Chinese Democracy (2008), som uppskattas ha kostat runt 14 miljoner dollar att producera och därmed är det dyraste albumet som någonsin producerats. Albumet gick in som nummer tre på Billboard 200 men sålde mindre än förväntat, trots ett mestadels positivt mottagande. 2016 återvände både Slash och McKagan till bandet.
År 2012 valdes den klassiska uppsättningen av bandet in i Rock and Roll Hall of Fame, tillsammans med de senare medlemmarna Reed och trummisen Matt Sorum. Axl Rose dök aldrig upp på ceremonin och gruppen gick istället upp på scenen med Myles Kennedy som sångare, känd från bandet Alter Bridge och som tidigare också arbetat med Slash. Bland bandets hitlåtar kan nämnas: "Welcome to the Jungle", "Sweet Child o' Mine", "Paradise City", "Don't Cry", "November Rain", och "Civil War".

## Historia

### 1985–1986: De första åren
1984 bodde Hollywood Rose-medlemmen Izzy Stradlin tillsammans med L.A. Guns-medlemmen Tracii Guns. När L.A. Guns behövde en ny sångare föreslog Stradlin sångaren från Hollywood Rose - Axl Rose. Guns N' Roses bildades i mars 1985 av Rose och gitarristen Stradlin från Hollywood Rose, tillsammans med gitarristen Tracii Guns, basisten Ole Beich och trummisen Rob Gardner från L.A. Guns. Namnet uppkom då man slog ihop namnen på de båda grupperna. Andra namn som föreslogs var "Heads of Amazon" och "AIDS". Kort därefter – efter endast två eller tre konserter – sparkades Beich och ersattes av Duff McKagan. Kort därefter lämnade Guns gruppen efter en dispyt med Rose, och ersattes av Slash. Även Gardner lämnade sedan bandet och ersattes av Steven Adler. Stradlin, som var barndomskamrat med Rose, hade tidigare spelat med Slash i Hollywood Rose, medan Slash tidigare spelat med McKagan och Adler i Road Crew.
I juni 1985, endast fyra dagar efter att gruppen stabiliserats, for bandet ut på en kort oorganiserad turné vid USA:s västkust – från Sacramento, Kalifornien till McKagans hemstad Seattle, Washington. Den så kallade "Hell Tour" cementerade Guns N' Roses första stabila uppsättning, och McKagan kommenterade senare turnén: "Denna resa satte en ny riktlinje för vad vi var kapabla att göra, vad vi kunde och skulle sätta oss i för att nå våra mål som ett band."
Guns N' Roses började få uppmärksamhet från stora skivbolag när man oftare och oftare spelade på klubbscenerna i Hollywood – framförallt på The Troubadour och The Roxy. I mars 1986 skrev gruppen på för Geffen Records och fick en förskottsbetalning på 75 000 dollar. I december samma år gav de ut en EP med fyra låtar, Live ?!*@ Like a Suicide, för att hålla intresset kring bandet vid liv under tiden de drog sig bort från klubbscenerna för att arbeta i studion. EP:n innehöll Rose Tattoos låt "Nice Boys" och "Mama Kin" av Aerosmith, tillsammans med de två egenskrivna låtarna "Reckless Life" och "Move to the City". EP:n utgavs för att vara en liveinspelning, men de fyra låtarna var demoinspelningar som blivit dubbade med publik i bakgrunden. 10 000 exemplar av Live ?!*@ Like a Suicide gavs ut av UZI Suicide via Geffen.

### 1987–1989: Genombrott och popularitet

#### Appetite for Destruction
Guns N' Roses debutalbum Appetite for Destruction gavs ut den 21 juli 1987. Albumomslaget fick ändras efter att originaldesignen av Robert Williams ansågs vara för kontroversiell. Det nya omslaget gjordes av Andy Engell, baserat på en design av tatueraren Bill White Jr., som designat konstverket för en tatuering som Rose skaffat sig föregående år. På omslaget var de fem bandmedlemmarna avbildade som dödskallar på ett kors.
I USA gavs "Welcome to the Jungle" ut som albumets första singel tillsammans med en musikvideo. I nästan ett års tid gick försäljningen av albumet och singeln trögt. Men Geffens grundare, David Geffen, övertygade MTV att spela "Welcome to the Jungle" på nätterna. Till en början spelades videon endast en gång på söndagsnätterna, men heavy metal- och hårdrocksfans lade märke till videon och började ofta önska låten. Låten skrevs i Seattle, om Los Angeles, och musikvideon spelades in i New York. Enligt Rose är låten inspirerad av ett möte han och en vän hade med en hemlös man då de klev av en buss till New York. Mannen försökte skrämma de båda, och skrek: "You know where you are? You're in the jungle baby; you're gonna die!" Låten var 1988 med i filmen Dödsspelet, där flera bandmedlemmar hade cameoroller.
Texten till albumets nästa singel, "Sweet Child o' Mine", skrevs som en dikt av Rose till hans dåvarande flickvän Erin Everly – Don Everlys dotter. Då låten spelades mycket på radio och musikvideon fick mycket speltid på MTV, blev "Sweet Child o' Mine" en stor hit under sommaren 1988 och blev bandets första – och enda låt – att nå plats ett på Billboard 100. Slash sade senare: "Jag hatade den låten passionerat jättelänge, och den visade sig bli vår största hit, så det visar hur mycket jag vet." Låten gavs ut i Japan som en del av EP:n Live from the Jungle, som också innehöll ett antal låtar från ett liveframträdande i London 1987, vilken var bandets första konsert utanför USA.
Efter succén med "Sweet Child o' Mine", återutgavs "Welcome to the Jungle" som singel och nådde plats sju i USA. Under tiden som "Paradise City" givits ut och nått plats fem i USA, hade Appetite for Destruction nått förstaplatsen på Billboard 200. Albumet har sålt i över 30 miljoner exemplar, varav 18 miljoner i USA, vilket gör albumet till det bäst säljande debutalbumet genom tiderna i USA.
Guns N' Roses gav sig ut på en omfattande turné för debutalbumet, den 16 månader långa Appetite For Destruction Tour. Förutom konserter som huvudakt i både Europa och USA, agerade gruppen förband åt The Cult, Mötley Crüe, och Alice Cooper i Nordamerika under den andra halvan av 1987. 1987 bröt Adler handen i ett slagsmål och ersattes temporärt under åtta konserter av Cinderellas trummis Fred Coury. McKagan missade en konsert i maj 1988 då han skulle gifta sig; Kid Chaos från The Cult ersatte. Det efterföljande året var bandet huvudakt under turnéer i USA, Japan och Australien, och var förband åt Iron Maiden och Aerosmith i Nordamerika. Tim Collin, Aerosmiths dåvarande manager, sade: "Under slutet av turnén var Guns N' Roses enorma. De bara exploderade i princip. Vi blev alla förbannade när Rolling Stone dök upp och skulle göra ett reportage om Aerosmith, men det slutade med att Guns N' Roses hamnade på tidningens omslag. Plötsligt var förbandet större än vad vi var."

#### G N' R Lies
Guns N' Roses nästa album, G N' R Lies, gavs ut i november 1988. Den innehöll låtarna från EP:n Live ?!*@ Like A Suicide och fyra nya akustiska låtar. "Patience" var den enda singeln att ges ut från albumet, och nådde plats fyra i USA, medan albumet tog sig till plats två på Billboard 200. Rose fick mycket kritik för låten "One in a Million" och anklagades för rasism och homofobi. Rose förnekade att han skulle vara rasist och försvarade texten med att "det är ett ord för att beskriva någon som är jobbig i ens liv, ett problem. Ordet nigger behöver nödvändigtvis inte betyda svart." Han medgav dock senare att han använt ordet som en förolämpning mot svarta människor som hade försökt råna honom. Som svar på anklagelserna om homofobi, uppgav Rose att han ansåg sig "pro-heterosexuell" och skyllde detta på "dåliga erfarenheter" med homosexuella män.
Gruppens konserter på slutet av 1980-talet var ofta inte bara händelserika för bandets framträdande. Under en konsert i Atlanta i november 1987 anföll Rose en vakt och hölls kvar backstage av polisen, medan bandet spelade med en roddare som sångare. Under två konserter i augusti 1988 blev det nästan upplopp. Samma månad spelade Guns N' Roses på festivalen Monsters of Rock, där två fans krossades till döds under bandets spelning. Under den första av fyra konserter då gruppen var förband till The Rolling Stones i oktober 1989, meddelade Rose att dessa konserter skulle komma att bli Guns N' Roses sista om inte vissa av bandets medlemmar slutade "dancing with Mr. Brownstone" – en referens till deras låt "Mr. Brownstone" som handlar om heroin. Händelser som dessa bidrog till att Guns N' Roses kallades "Världens farligaste band".

### 1990–1993: Internationella framgångar och turbulens

#### Use Your Illusion I & II
"Doug Goldstein kallade in mig på kontoret drygt två veckor senare. Han ville att jag skulle skriva på några kontrakt. Jag fick veta att varje gång jag tog heroin skulle bandet bötfälla mig på 2 000 dollar. Det var en hel hög med papper, med färgade gem överallt där jag skulle signera. Vad dessa kontrakt faktiskt betydde var att bandet betalade mig 2 000 dollar för att lämna bandet. De tog mina royalties, alla mina låtskrivarkredits. De tyckte inte om mig längre och ville bara ha mig väck. Det var därför jag lämnade in en stämningsansökan - för att få allt det där tillbaka."
1990 återvände Guns N' Roses till studion för att påbörja sina hittills mest ambitiösa inspelningar. Adler sparkades från bandet på grund av sina drogproblem, men fick snart återvända till gruppen efter att ha skrivit på ett kontrakt där han lovade att sluta ta droger. Under inspelningen av "Civil War" underpresterade Adler på grund av sina besvär med kokain- och heroinberoende – på grund av detta tvingades bandet att nästan ta 30 tagningar av låten. Adler hävdade vid denna tidpunkt att han blivit sjuk efter att ha tagit medel för att bli kvitt sitt beroende. Adler sparkades den 11 juli 1990, och lämnade senare in en stämningsansökan mot bandet.
Till den vakanta positionen som trummis övervägde bandet att rekrytera bland andra Martin Chambers från The Pretenders och Adam Maples från Sea Hags. Den gick dock till Matt Sorum till slut, som tidigare spelat med The Cult. Vid denna tidpunkt sade Slash att det var Sorum som räddade bandet från ett uppbrott.
I en intervju fick Stradlin frågan om Guns N' Roses gått från att vara ett rock 'n' roll-band till ett heavy metal-band efter bytet av trummis, han svarade: "Ja, en stor skillnad musikaliskt. Den första gången jag insåg vad Steve gjorde för bandet var när han bröt handen i Michigan. Försökte slå igenom en vägg och slog sönder handen. Så Fred Coury kom in från Cinderella för konserten i Houston. Fred spelade tekniskt bra och stabilt, men låtarna lät hemskt. De var skrivna med Steve som trummis och hans swingkänsla var det som gav låtarna sin känsla. När det försvann, var det bara... otroligt, konstig. Ingenting fungerade." Ett par månader tidigare blev keyboardisten Dizzy Reed bandets sjätte medlem. Reed hade tidigare spelat med Sorum i Johnny Crash. Bandet avskedade sin manager, Alan Niven, och ersatte honom med Doug Goldstein i maj 1991. Enligt en artikel i Rolling Stone, tvingade Rose fram avskedandet av Niven (trots att flera av bandmedlemmarna ville ha honom kvar) genom att vägra att färdigställa albumen tills han var ersatt.
| Efter att trummisen Steven Adler fått sparken 1990, ersattes han av Matt Sorum. |  | Efter att trummisen Steven Adler fått sparken 1990, ersattes han av Matt Sorum. |
| Efter att trummisen Steven Adler fått sparken 1990, ersattes han av Matt Sorum. |  |                                                                                 |

Då bandet hade tillräckligt med musik för två album, gavs Use Your Illusion I och Use Your Illusion II ut den 17 september 1991. Denna taktik lönade sig då de båda albumen gick in som nummer ett och två på Billboard 200. Guns N' Roses var den enda gruppen att uppnå detta tills rapparen Nelly gjorde samma sak, drygt 13 år senare. Under den första försäljningsveckan sålde albumen i 770 000 (II) respektive 685 000 (I) exemplar. Albumen tillbringade 108 veckor vardera på Billboardlistan. Gruppen spelade in ett flertal musikvideor till albumen, bland annat "Don't Cry", "November Rain" och "Estranged" – som var några av de dyraste musikvideorna som någonsin spelats in. Balladen "November Rain" tog sig in på plats tre på Billboard Hot 100 och med sin längd på 8:57, är låten den längsta som någonsin tagit sig in på topp 10 i USA. "November Rain" blev också den mest önskade videon på MTV och vann en VMA för bästa filmfotografi. Under prisutdelningen framförde gruppen låten tillsammans med Elton John på piano.
Innan albumet givits ut gav Guns N' Roses sig ut på den 28 månader långa Use Your Illusion World Tour. Den blev känd för både de finansiella framgångarna och många kontroversiella incidenter som inträffade på konserterna. Över sju miljoner människor såg de 92 konserter man gjord i totalt 27 länder. Turnén anses vara den "längsta turnén i rockhistorien".

#### Use Your Illusion Tour
Många av de framgångsrika konserterna under turnén överskuggades ofta av upplopp i pressen, sena starter, och Roses mellansnack. Medan bandets föregående problem med droger och alkohol verkade vara under kontroll, blev Rose ofta irriterad på slapphänt säkerhet kring konserterna, ljudproblem, och bootleging under konserterna. Han använde också mellansnacken för politiska uttalanden eller repliker mot musikkritiker eller kändisrivaler.
Den 2 juli 1991, under en konsert på Riverport Amphitheater utanför Saint Louis, upptäckte Rose ett fan som stod och filmade konserten under låten "Rocket Queen". Efter att ha bett säkerhetsvakterna att ta kameran beslutade sig Rose för att själv ta kameran. Han hoppade ner i publiken och tacklade personen i fråga. Han konfronterade honom innan han angrep honom fysiskt. Efter att ha tagit sig upp på scenen igen sade han: "ja, tack vare den kassa säkerheten, så går jag hem!", och kastade sedan mikrofonen i golvet medan han stormade av scenen. Den arga publiken började ett upplopp och dussintals personer skadades. Allting filmades av Robert John, som dokumenterade hela turnén. Rose blev efterlyst av polisen för anstiftan av upploppet, men polisen kunde inte arrestera honom tills nästan ett år senare, eftersom bandet sedan for utomlands för att fortsätta turnén. Anmälningar gjordes mot Rose, men en domare slog fast att han inte hade hetsat till upploppet. I sitt försvar, sade Rose att Guns N 'Roses säkerhetsteam hade gjort fyra separata förfrågningar till arenans säkerhetspersonal att avlägsna kameran, vilka alla ignorerades, och att andra medlemmar i bandet hade blivit träffade av flaskor från publiken, då säkerhetspersonalen vägrat att genomdriva en dryckesgräns. Som ett resultat av detta, innehöll Use Your Illusion-skivorna en dold text mitt i tack-delen: "Fuck You, St. Louis!"

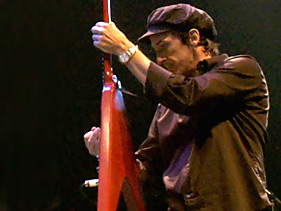
Gitarristen Izzy Stradlin lämnade Guns N' Roses i november 1991.

Stradlin lämnade bandet abrupt den 7 november 1991, efter att ett nytt upplopp nästan startats under en konsert i Tyskland. Att Stradlin lämnade bandet var en kombination av Roses beteende och dennes vanskötsel av bandet; och svårigheter att vistas med Slash, Sorum och McKagan. Detta då Stradlin nyligen blivit nykter och de övriga fortsatte sitt alkohol- och drogmissbruk. Stradlin sade senare: "Så snart jag blivit drogfri ställde jag mig själv frågan 'är detta allt?' jag var trött på det; jag behövde hoppa av." Slash om att hitta en ersättare till Stradlin: "När Izzy lämnade, insåg vi att vi behövde hitta en ny gitarrist inom tre veckor, eller ställa in en hel del spelningar. Jag hade ett papper med runt 30 kandidater listade. Duff letade runt och Axl hade några planer, men ingen kändes rätt. Ett tag såg det ut som att Dave Navarro från Jane's Addiction skulle ansluta, men han kunde hålla ihop det, så det skedde aldrig." Stradlin ersattes så småningom av Gilby Clarke från Los Angeles som, enligt Slash, räddade bandet.
Under många konserter under turnén presenterade Rose Clarke, varpå Slash och Clarke spelade en cover av The Rolling Stones låt "Wild Horses". I slutet av 1991 lade gruppen till flera musiker till turnén – en blåssektion och flera körare. Under turnén bröt Clarke armen i en motorcykelolycka 1992 och ersattes under flera veckor temporärt av den förre gitarristen Izzy Stradlin.
I april 1992 framförde gruppen två låtar under The Freddie Mercury Tribute Concert, på Wembley Stadium. Aktivistgruppen ACT UP krävde att Guns N' Roses skulle tas bort från programmet, på grund av den kontroversiella låten "One in a Million", och uppmanade senare övriga artister att undvika gruppen, och publiken att bua ut dem. Queenmedlemmarna ogillade aktivisterna och gitarristen Brian May sade: "Medlemmar av drottningen ogillade aktivister, med gitarristen Brian May anger "Folk verkar så blinda. Förstår de inte att bara det faktumet att Guns N' Roses är här är det största ställningstagandet man kan få?" Slash spelade senare "Tie Your Mother Down" med de kvarvarande medlemmarna av Queen, tillsammans med Def Leppards sångare Joe Elliot, medan Rose framförde "We Will Rock You" och sjöng en duett med Elton John på "Bohemian Rhapsody". När gruppen senare återvände till USA för den andra delen av turnén, agerade Brian May förband. Rose ville till en början att grungebandet Nirvana skulle vara förband, men frontmannen Kurt Cobain vägrade.
Senare under året turnerade Guns N' Roses tillsammans med det amerikanska metalbandet Metallica, och hade Faith No More, Motörhead och Body Count som förband. Under en konsert på Stade Olympique i Montréal i augusti 1992 drabbades Metallicas frontman James Hetfield av andra gradens brännskador på händerna och ansikte efter strul med pyrotekniken. Metallica tvingades avbryta konserten, men lovade att komma tillbaka till Montréal vid ett annat tillfälle. Efter en lång försening, under vilken publiken blev alltmer rastlös, äntrade Guns N' Roses scenen. Men på grund av den korta tiden mellan seten hann inte scenteknikerna avstämma monitorerna tillräckligt, vilket resulterade i att medlemmarna i bandet inte kunna höra sig själva. Dessutom hävdade Rose att han hade ont i halsen, vilket gjorde att bandet lämnade scenen tidigare än väntat. Detta ledde till ett nytt upplopp, med tre poliser och tio åskådare skadade. Polisen gjorde åtminstone ett dussin gripanden i samband med händelsen.

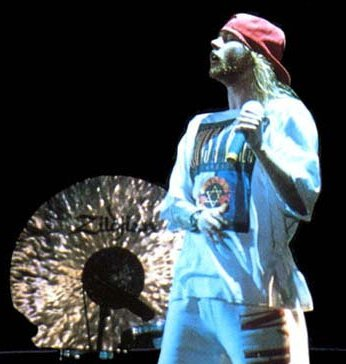
Axl Rose live i Israel, 1993.

Olyckan med Hetfield finns med i filmen A Year and a Half in the Life of Metallica. I filmen hånar också Hetfield Rose och gör narr av honom då han läser hans personliga rider för turnén. Rose replikerade under en senare konsert och kallade Hetfield för rasist efter att han tagit bort Body Count som förband under turnén, och kallade honom också för en "dum liten kuksugare" samtidigt som han hånade resten av bandet. I en dokumentär på VH1 sade Metallicas trummis Lars Ulrich att gruppen "inte kunde relatera till Axl och hans attityd". Andra medlemmar av Metallica och Rose själv, sade att de båda banden "aldrig riktigt gick ihop".
Use Your Illusion Tour avslutades den 17 juli 1993 i Buenos Aires, Argentina. Turnén satte publikrekord och varade i 28 månader, och 194 konserter spelades. Konserten i Buenos Aires var den sista gången som Sorum och Clarke spelade live med Rose. Det var också sista gången Slash spelade med Rose fram tills han återvände till gruppen 2016 – drygt 23 år senare. I mitten av samma år, löstes den tidigare trummisen Steven Adlers stämning mot bandet utanför domstolen: Adler fick en betalning på  2 250 000 dollar och 15% royalty på låtar som han spelade på.

#### "The Spaghetti Incident?"
Den 23 november 1993 gav Guns N' Roses ut coverskivan "The Spaghetti Incident?" med punk- och glamrocklåtar. Izzy Stradlins inspelade gitarrdelar ersattes av Gilby Clarke. Många av låtarna spelades in under samma sessioner som de båda föregående albumen, som ursprungligen var tänkt att vara tre eller fyra album. Till en början var tanken att bandet skulle släppa en EP med covers 1992 eller 1993, men man beslutade sig senare för att göra ett fullängdsalbum och spelade därför in fler låtar. Basisten Duff McKagan sjunger på flera av albumets spår och Hanoi Rocks frontman Michael Monroe medverkar som gästsångare på "Ain't It Fun". Slash beskrev inspelningen av albumet som "spontan och omålad". Albumets titel är ett internt skämt som refererar till ett matkrig som inträffade mellan Axl Rose och Steven Adler. Under sin stämningsansökan mot bandet, beskrev Adlers advokat matkriget som "the Spaghetti Incident". Detta förklarades av trummisen Matt Sorum i en intervju 1994 med Much Music och bekräftades av Slash i sin självbiografi, Slash.
Albumet innehåller en gömd låt – en cover av Charles Mansons "Look at Your Game, Girl". Låten hölls hemlig och skickades inte ut till recensenter innan utgivningen av albumet. Managern Doug Goldstein sade: "det finns ett gömt spår på albumet, men Axl vill att den talar för sig själv" och att "den spelades inte in för kritikerna eller någon annan. Det var en bonus för fansen". Rose hävdade att "anledningen till att vi inte listade den låten på vårt album var att vi ville tona ned den. Vi ger inte Charles Manson någon kredit på albumet; den är som ett dolt bonusspår". Bandet övervägde att ta bort låten från nya pressningar av albumet, och David Geffen sade i en telefonintervju: "Jag hoppas att om Axl Rose hade insett hur kränkande människor skulle uppfatta detta, så skulle han aldrig ha spelat in låten från första början. Det faktum att Charles Manson skulle tjäna pengar baserat på berömmelse för att ha begått ett av 1900-talets mest fruktansvärda brott är otänkbart för mig". Slash nämnde att låten spelades in med "klar naiv och oskyldig svart humor från vår del". Rose meddelade att han skulle donera alla royalties från låten till en ideell miljöorganisation. Slash uppgav att gruppen hade för avsikt att ta bort låten, innan de bestämde sig för att behålla den när de fått veta att royalties från låten skulle doneras till Bartek Frykowski, son till Wojciech Frykowski, ett av Mansons offer under Tate-morden. Geffen Records släppte ett uttalande där de meddelade att deras andel av royalties skulle doneras till Doris Tate Crime Victims Bureau. Flera år senare, sade Rose att låten skulle tas bort från nya pressningar av albumet, samtidigt som han hävdade att kritiker och media hade misstolkat hans intresse för Manson. Rose kan ses bära en Manson-tröja i videon till "Estranged" och under en konsert i Milton Keynes, England, 1993. Rose förklarade att han bar tröjan för att "försöka göra ett uttalande" eftersom "en massa människor gillar att få mig att se ut som onda och galna killen. Tyvärr, jag är inte den killen. Jag är inte alls som honom." Trots påståendet att låten skulle tas bort så finns "Look at Your Game, Girl" fortfarande med på pressningar av albumet.
Albumet gick in som nummer fyra på Billboard 200 och sålde under första försäljningsveckan över 190 000 exemplar. Trots att "The Spaghetti Incident?" till en börjans sågs som en succé, lyckades det inte matcha försäljningen av Illusion-albumen, och utgivningen av albumet ledde till ökad spänning inom bandet.

### 1994–1999: Medlemsbyten
Vid intervjuer med medlemmar av gruppen mellan 1994 och 1996 verkade det som att bandet sporadiskt började skriva och spela in nytt material, varav merparten, enligt Slash, hade skrivits av Rose. Rose påstod dock motsatsen i ett öppet brev på Guns N 'Roses officiella webbplats 2008, och sade att albumet mestadels var ett "Slash-album" och att han knappt fick bidra till albumet. 1996 sade Matt Sorum att bandet hade sju inspelade låtar, och ytterligare sju låtar som man arbetade med, och att man ämnade att ge ut ett album med tio eller tolv låtar under våren 1997. Sorum sade också att Slash's Snakepits debutalbum It's Five O'Clock Somewhere "kunde ha blivit ett Guns N' Roses album, men Axl tyckte inte att det var tillräckligt bra."
I maj 1994 sade Gilby Clarke i en intervju att det inte fanns något nytt Guns N' Roses-album och tillade: "Vi började arbeta på ett, men det skrotades." Om denna tid sade Rose: "vi behövde fortfarande samarbetet i bandet som en helhet för att skriva de bästa låtarna. Inget av detta hände dock och det är anledningen till att materialet fick skrotas." Rose berättade i en intervju 2012 med USA Today att han inte skrev någon musik "i år" i mitten av 1990-talet på grund av kritik från bandmedlemmarna Slash och Duff McKagan, liksom hans före detta fästmö Stephanie Seymour.
I januari 1994 invald Rose Elton John i Rock and Roll Hall of Fame och framförde senare, samma kväll, en duett med Bruce Springsteen på en cover av The Beatles låt "Come Together". Detta var Roses sista offentliga framförande på sex år. 1994 medverkade också samtliga medlemmar i bandet på Gilby Clarkes debutalbum Pawnshop Guitars.
| Gilby Clarke och Slash var under en period Guns N' Roses gitarrister. |  | Gilby Clarke och Slash var under en period Guns N' Roses gitarrister. |
| Gilby Clarke och Slash var under en period Guns N' Roses gitarrister. |  |                                                                       |

I december 1994 släppte Guns N' Roses en cover The Rolling Stones låt "Sympathy for the Devil". Låten återfinns i filmerna En vampyrs bekännelser och Ondskans spår och gavs också ut separat som singel. Inspelningen är den sista med Slash, Duff McKagan och Matt Sorum. Låten innehöll också Roses barndomsvän Paul Tobias på kompgitarr. Tobias medverkan på låten och i bandet skapade spänningar och enligt uppgift hade Slash både "kreativa och personliga meningsskillnader" med Tobias. I en intervju 2001 avslöjade Slash att han hade berättat för sin bandkamrater i september 1996 att "jag kommer att konfrontera detta. Antingen försvinner Paul, eller [så gör jag det]".
Gilby Clarkes kontrakt förnyades inte och han fanns inte kvar i bandet 1995. Slash uppgav i sin bok att Rose sparkade Clarke utan att rådfråga någon och hävdade att Clark bara "inhyrd". Clarke var inte inblandad i inspelningen av "Sympathy for the Devil", och sade "jag visste att det var slutet, då ingen berättade om det för mig. Officiellt så var jag med i bandet på den tiden, och de gjorde låten utan mig". Clarke sade också att Rose kommit fram till honom och sagt "hey, njut av din sista show" innan den sista konserten på Use Your Illusion Tour. Clarke stämde senare bandet då de använt en karaktär som liknade Clarke i ett flipperspel.
Inspelningen av "Sympathy for the Devil", samt spänningar mellan Slash och Rose ledde till att Slash officiellt lämnade bandet i oktober 1996. Rose skickade ett fax där han meddelade MTV om Slash avhopp, vilket Slash svarade med: "Axl och jag har inte kunnat komma överens angående Guns N' Roses under en tid. Vi försökte att samarbeta, men nu är jag är inte längre med i bandet." Han sade också "Axl's hela vision stil, vad gäller hans medverkan i Guns N' Roses, är helt annorlunda mot min. Jag vill bara spela gitarr, skriva ett bra riff, gå ut och spela, i motsats till att presentera en image."
Slash ersattes av Nine Inch Nails turnémedlem Robin Finck, i januari 1997. Finck tecknade ett tvåårigt avtal med bandet i augusti 1997, vilket gjorde honom till en officiell medlem. Finck rekommenderades av Sorum till Rose ett år tidigare som en eventuell andra gitarrist för att komplimentera Slash. Slash avgång följdes kort därefter av Matt Sorum i april 1997. Sorum sparkades av Rose efter att gräl om Tobias medverkan i bandet. Sorum kallade senare Tobias för "Guns N 'Roses Yoko Ono". McKagan var den sista av den klassiska "Appetite for Destruction"-eran att lämna gruppen, då han avgick som basist i augusti 1997. McKagan hade nyligen blev pappa och skrev om hans beslut att lämna bandet i sin självbiografi: "Guns hade betalat hyra på studios i tre år nu - från 1994 till 1997 - och hade fortfarande inte en enda låt. Hela operationen var så oberäknelig att det inte kändes som att det passade med mina förhoppningar om föräldraskap och stabilitet. McKagan ersattes senare samma år av Tommy Stinson, som tidigare varit medlem i The Replacements. En faktisk upplösning av Guns N' Roses förekom aldrig då nya medlemmar anslöt då de gamla lämnade. Enligt uppgift köpte Rose de fullständiga rättigheterna till Guns N' Roses namn 1997. Slash hävdade han och bandmedlemmarna tvingades att överlämna namnet: "Axl vägrade att gå på scenen en kväll under Use Your Illusion Tour 1992, om inte bandet undertecknade att ge bort rättigheterna till bandnamnet. Tyvärr så tecknade vi det. Jag trodde inte att han skulle gå på scenen annars". Rose förnekade påståendet: "har aldrig hänt, helt påhittat, villfarelse och fantasi. Inte en enda ensam tråd av sanning i det."
Rose provspelade flera potentiella bandmedlemmar, däribland Chris Vrenna, Zakk Wylde, Dave Abbruzzese och Michael Bland. Rolling Stone rapporterade i april 1997 att den dåvarande uppsättningen av Guns N 'Roses bestod av Rose, McKagan, Tobias, Finck & Vrenna. Josh Freese anlitades till slut för att ersätta Sorum och gick med i bandet under sommaren 1997. I slutet av 1998 hade en ny version av Guns N' Roses dykt upp: sångaren Axl Rose, basisten Tommy Stinson, trummisen Josh Freese, gitarristerna Robin Finck och Paul Tobias, keyboardisten Dizzy Reed, samt multiinstrumentalisten Chris Pitman.
I november 1999 släppte Geffen Live Era '87-'93, en samling av liveframträdanden från olika konserter under Appetite for Destruction och Use Your Illusion Tour. Den tidigare gitarristen Slash beskrev urvalet av låtar på albumet som en "mycket ömsesidig ansträngning".

### 1999–2008: "Nya" Guns N' Roses ochChinese Democracy
Det nya Guns N' Roses-albumet hade enligt uppgift varit på gång sedan 1994, med Rose som den enda kvarvarande originalmedlemmen. Moby rapporterades vara Guns N' Roses producent 1997, och hans arbete beskrevs av källor som "annorlunda från det sound du känner igen... definitivt elektroniskt influerad." Mike Clink, som tidigare producerat samtliga av Guns N' Roses album meddelades också som producent i maj 1997. I april 1998 ersattes Moby av Youth, och albumet var fortfarande inte färdigskrivet. I juli 1998 antydde journalisten Neil Strauss att ett "electronicainfluerat" album av en ny uppsättning av Guns N' Roses skulle komma att ges ut 1999. Rolling Stone uppgav att skivbolaget planerade att släppa albumet i slutet av 1999. I augusti 1999 hade bandet spelat in över 30 låtar till albumet, som vid denna tidpunkt hade arbetstiteln 2000 Intentions. I september 1999 ersättes Youth av producenten Sean Beaven.
I november 1999, under en intervju med Kurt Loder för MTV, sa Rose att han hade gjort en nyinspelning av Appetite for Destruction med den nya uppsättningen av bandet, bortsett från två låtar som han hade ersatt med "Patience" och "You Could Be Mine". Under intervjun, meddelade Rose att titeln på den kommande albumet var Chinese Democracy och sade: "det finns en hel del kinesiska demokratirörelser, och det är något som det pratas mycket om, och det är något som kommer att vara trevligt att se. Det kan också vara ett ironiskt uttalande. Jag vet inte, jag gillar hur det låter." Rose nämnde också albumet skulle innehålla "många olika sound. Det finns några tunga låtar, det finns en hel del aggressiva låtar, men de är alla i olika stilar och olika sound. Det är verkligen en smältdegel." Managern Doug Goldstein uppgav i november 1999 att inspelningarna var "nästan färdiga" och att albumet skulle ges ut någon gång under 2000.
I november 1999 släppte bandet en ny låt, "Oh My God", som var med på soundtracket till filmen End of Days. På låten återfanns också Dave Navarro samt Gary Sunshine, Roses personliga gitarrlärare. Rose hävdade att de tidigare medlemmarna Duff McKagan och Matt Sorum "misslyckades med att se potentialen" av låten och hade inget intresse av att spela in eller spela låten.
I augusti 1999 lämnade gitarristen Robin Finck bandet för att turnera med hans tidigare band, Nine Inch Nails. I mars 2000 ersattes Finck av avantgarde-gitarristen Brian Carroll, mer känd som Buckethead. Samma månad lämnade Freese bandet och ersattes av Bryan Mantia, som tidigare spelat i Primus. Mantia hade tidigare arbetat med Buckethead i flera olika band, bland annat Praxis. Finck återvände till bandet i slutet av 2000, för att komplettera Buckethead på gitarr. Under 2000 arbetade Queen-gitarristen Brian May och den tidigare Queen-producenten Roy Thomas Baker med bandet. Då albumet nästan slutförts i mitten av 2000, övertygade Baker Rose om att spela in hela albumet på nytt, vilket försenade albumet ytterligare.
| Gitarristerna Buckethead och Richard Fortus blev medlemmar i Guns N' Roses 2000, respektive 2001. |  | Gitarristerna Buckethead och Richard Fortus blev medlemmar i Guns N' Roses 2000, respektive 2001. |
| Gitarristerna Buckethead och Richard Fortus blev medlemmar i Guns N' Roses 2000, respektive 2001. |  |                                                                                                   |

I en intervju med Rolling Stone i februari 2000, spelade Rose flera låtar av det kommande albumet till ett antal reportrar, bland annat "Chinese Democracy", "Catcher in the Rye", "I.R.S.", "The Blues", "There Was a Time" och "Oklahoma".
Rose nämnde att en del av förseningen av det nya albumet var att han "utbildade sig inom den teknologi som har kommit att definiera rock" och tillade: "det är som från början, att lära sig att jobba med något, och inte vilja att det bara är något som du gjorde på en dator." Rolling Stone beskrev albumet som "Led Zeppelins "Physical Graffiti" remixad av Back och Trent Reznor. Rose sade också att kostnaden för albumet inte skulle bli att för stor då inspelningarna gjordes för flera album, inklusive ett album som är mer "industriell och electronicainfluerad än Chinese Democracy". Vid denna tidpunkt hade albumet haft flera olika producenter, däribland Youth, Moby, Mike Clink, Roy Thomas Baker, Eric Caudieux och Sean Beavan – som vid tillfället producerade albumet. Albumet hade blivit ominspelat flera gånger med olika musiker och producenter. I en intervju 2001 beskrev Rose albumet som att den innehöll "alla typer av stilar, många influenser som blues, inblandat i låtarna" och att det "inte är industriellt".
Åtta år efter den senaste konserten av Guns N' Roses gjorde bandet två framträdande i januari 2001 – en i Las Vegas och en på Rock in Rio i Rio de Janeiro. Bandet spelade en blandad repertoar av låtar från tidigare album samt låtar från det då outgivna albumet Chinese Democracy. Under konserten på Rock in Rio gjorde Rose följande uttalande angående gruppens tidigare medlemmar: "Jag vet att många av er är besvikna över att några av de personer som ni lärt känna och älska inte kan vara med oss här i dag. Oavsett vad ni har hört eller läst så har folk arbetat mycket hårt (mina gamla vänner) för att göra allt de kunnat för att jag inte ska vara här i dag. Jag är lika sårad och besviken som ni att, till skillnad från Oasis, vi inte kunde hitta ett sätt så att alla kom överens."
I slutet av 2001 gjorde gruppen ytterligare konserter i Las Vegas. Den tidigare gitarristen Slash hävdade han försökte gå på en av dessa konserter, men blev avvisad vid dörren av vakter. 2001 lämnade Paul Tobias bandet och ersattes av Richard Fortus, som tidigare varit medlem i The Psychedelic Furs och Love Spit Love. Producenten Roy Thomas Baker fick sparken i februari 2002. I juni 2002 meddelade den amerikanska nättidningen Drudge Report att Chinese Democracy planerades ges ut den 2 september 2002.
I augusti 2002 var bandet huvudakt under festivaler och konserter i Asien och Europa, bland annat på Pukkelpop, Summer Sonic Festival, samt Reading- och Leedsfestivalerna. På MTV Video Music Awards den 29 augusti 2002, avslutade Guns N' Roses ceremonin med ett överraskningset på tre låtar: "Welcome to the Jungle", "Madagascar" och "Paradise City".
I november 2002 påbörjades bandets första turné i Nordamerika sedan 1993, med CKY och Mix Master Mike som förband. Öppningskonserten i Vancouver ställdes dock in då Rose inte dykt upp. Enligt bandets ledning berodde detta på att "Axls flyg från LA hade försenats av mekaniska problem". Ett upplopp följde och turnén fick ett medelmåttigt mottagande. Vissa konserter sålde dåligt medan konserter i större städer, såsom New York, sålde slut på bara några minuter. På grund av ett andra upplopp av fans i Philadelphia – då bandet återigen inte dykt upp – ställde turnépromotorn Clear Channel in resten av turnén. Rose sade senare under 2006: "det finns skäl till att jag inte har talat mer om [de inställda konserterna] som har varit extremt komplicerat och som än idag bakom kulisserna inte har lösts juridiskt och som möjligen hade kunnat äventyra Guns N' Roses framtid. Rose bad sedan om ursäkt till staden Philadelphia när gruppen spelade där 2012 och tillade: "Jag säger inte att jag är oskyldig".
Bandet hade därefter ett uppehåll tills de hade planerat att spela på Rock in Rio i Lissabon i maj 2004. Gruppen ställde dock in konserten då Buckethead lämnade bandet i mars samma år. Enligt uppgift lämnade Buckethead bandet på grund av "oförmåga att slutföra ett album eller turné". Rose hävdade att "bandet satts i en ohållbar situation av gitarristen Buckethead och hans olägliga avgång. Under sin tid med bandet har Buckethead varit inkonsekvent och oberäknelig i både sitt beteende och engagemang, trots att han skrivit på ett kontrakt, vilket skapat osäkerhet och förvirring och gjort det praktiskt taget omöjligt att gå vidare med inspelning, repetitioner och planer att spela live med tillförsikt. Hans livsstil har gjort det omöjligt för ens hans närmaste vänner att överhuvudtaget ha någon form av kommunikation med honom."
Samma månad gav Geffen ut Greatest Hits då bandet misslyckats med att ge ut ett nytt studioalbum under en period på över tio år. Slash, McKagan och Rose försökte stoppa utgivningen då det släpptes utan tillstånd från vare sig de dåvarande eller tidigare bandmedlemmarna. Albumet gavs ut ändå och certifierades med platina tre gånger i USA. McKagan, Slash och Rose försök också, förgäves, att förhindra utgivningen av albumet The Roots of Guns N' Roses.
2005 tog Geffen bort Chinese Democracy från dess utgivningsschema och slutade finansiera albumet, med motiveringen: "efter att ha överskridit alla budgeterade och godkända inspelningskostnader med miljontals dollar, är det Mr. Roses skyldighet att finansiera och slutföra albumet, inte Geffens." Vid samma tidsperiod sade gruppens manager, Merck Mercuriadis, att "Chinese Democracy-albumet är mycket nära att slutföras". Enligt en artikel från 2005 av The New York Times påstods Rose ha spenderat 13 miljoner dollar i studion på albumet. Mercuriadis släppte därefter ett uttalande och förnekade påståenden som gjorts i artikel och sade att tidningens källor inte hade varit med i projektet på "sex till nio år".

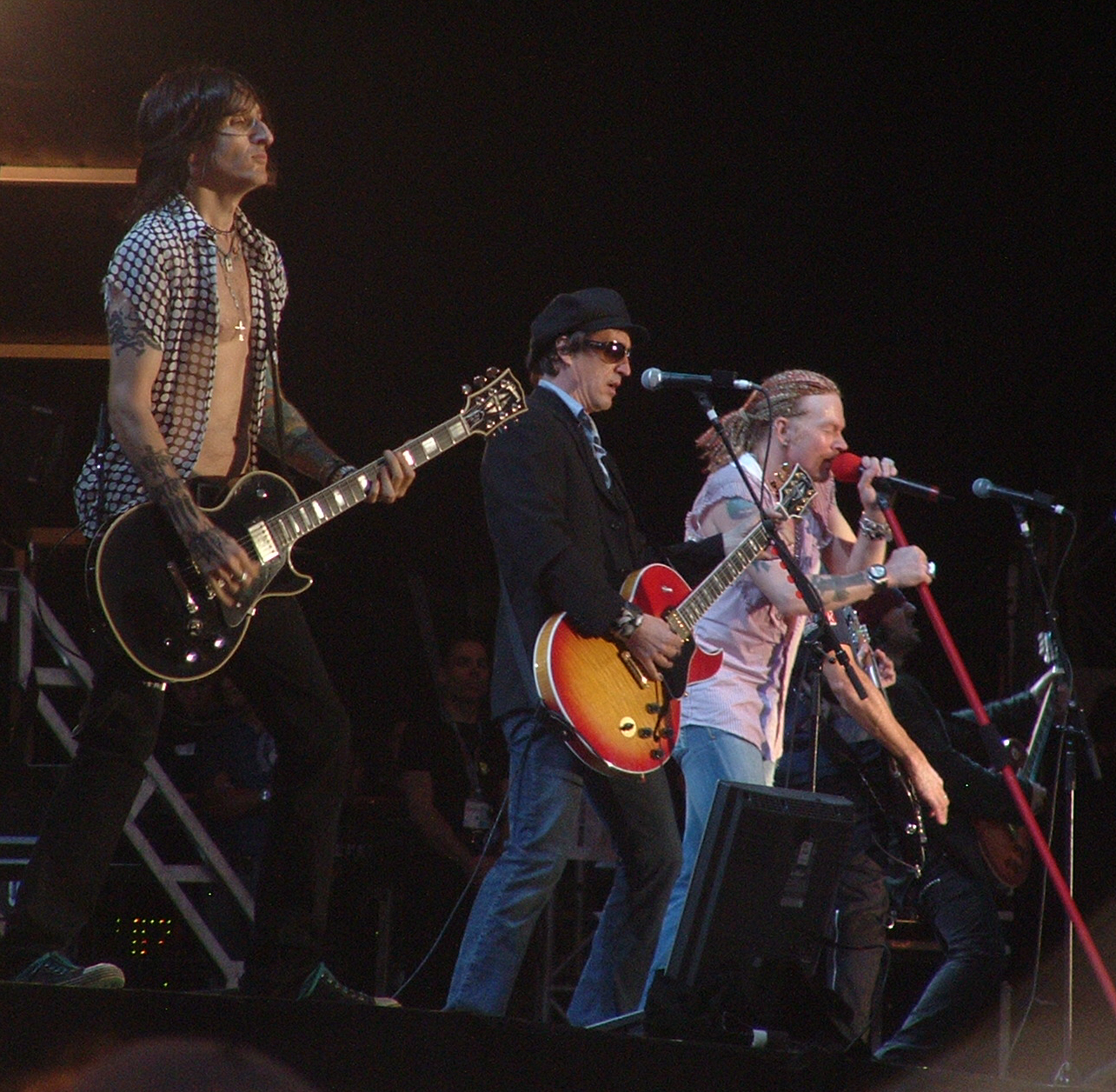
Guns N' Roses live på Download Festival, med Izzy Stradlin 2006.

I februari 2006 läckte demoversioner av låtarna "Better", "Catcher in the Rye", "I.R.S." och "There Was a Time" på internet via en fansida. Bandets ledning begärde att alla länkar till MP3-filer och att alla texter till låtarna skulle tas bort från forum och hemsidor. Trots detta började radiostationer lägga till "I.R.S." till spellistor.
Gitarristen Ron "Bumblefoot" Thal provspelade för bandet 2004, efter en rekommendation från gitarristen Joe Satriani, men tackade nej till bandet. Thal anslöt sedan officiellt till Guns N' Roses 2006, då han ersatte Buckethead. Thal livedebuterade med bandet på Hammerstein Ballroom i New York den 12 maj 2006 – gruppens första konsert på över tre år. Bandet spelade fem uppvärmningkonserter i september innan den nordamerikanska turnén påbörjades officiellt. Turnéns första konsert hölls den 24 oktober 2006 i Miami. Trummisen Frank Ferrer ersatte Bryan Mantia som lämnade bandet för att vara med sin fru och sitt nyfödda barn. Ferrer hade tidigare spelat med Fortus i Psychedelic Furs och Love Spit Love. Samtidigt som turnén pågick så var låten "Better" med i en internetannons för Harley-Davidson i oktober 2006. Keyboardisten Dizzy Reed påstod att denna utgivning var ett misstag då två versioner gjorts: en "experimentell version" med en demo av "Better", och en med "Paradise City". Annonsen med "Better" blev felmärkt och laddades upp på internet under en dag innan den byttes ut av den avsedda annonsen med "Paradise City". Samma månad publicerade Rolling Stone en artikel och avslöjande att Andy Wallace skulle mixa albumet. I november 2006 ställdes två konserter in – i Portland och Maine. Rose bad senare om ursäkt i ett uttalande: "vi har valt att ta den offentliga smällen för dessa händelser för att få en ny chans på framtiden med ett nytt album."
I december 2006 meddelade Rose i ett öppet brev till fansen att Mercuriadis sparkats som bandets manager. Han meddelade också att de fyra sista datumen på turnén skulle ställas in så att bandet istället kunde fokusera efterproduktionen av Chinese Democracy. I samma brev rapporterade han också att 6 mars 2007 var satt som ett preliminärt utgivningsdatum för albumet.
Den 23 februari 2007 meddelade Del James att inspelningenprocessen av Chinese Democracy var klar och att bandet nu påbörjat mixningen av albumet: "efter vissa förseningar och svårigheter med schemaläggningen, verkar saker och ting rulla framåt." Samtidigt visade det sig att det preliminära utgivningsdatumet, 6 mars, skulle vara omöjligt att uppnå och albumet hade återigen inget planerat utgivningsdatum. I en intervju i december 2007 hävdade Sebastian Bach att Rose hade planerat att släppa albumet till julen 2007: "jag vet att Axl var mycket seriös om att ge ut något före jul. Han pratade med mig om det. Han talade om att färdigställa text [i albumomslaget].." Bach sade också att albumets fördröjning kunde vara på grund av affärsproblem: "jag tror att det finns en hel del affärs-skit pågår med honom. Det är inte så lätt. Det är lite mer komplicerat än folk tror..."

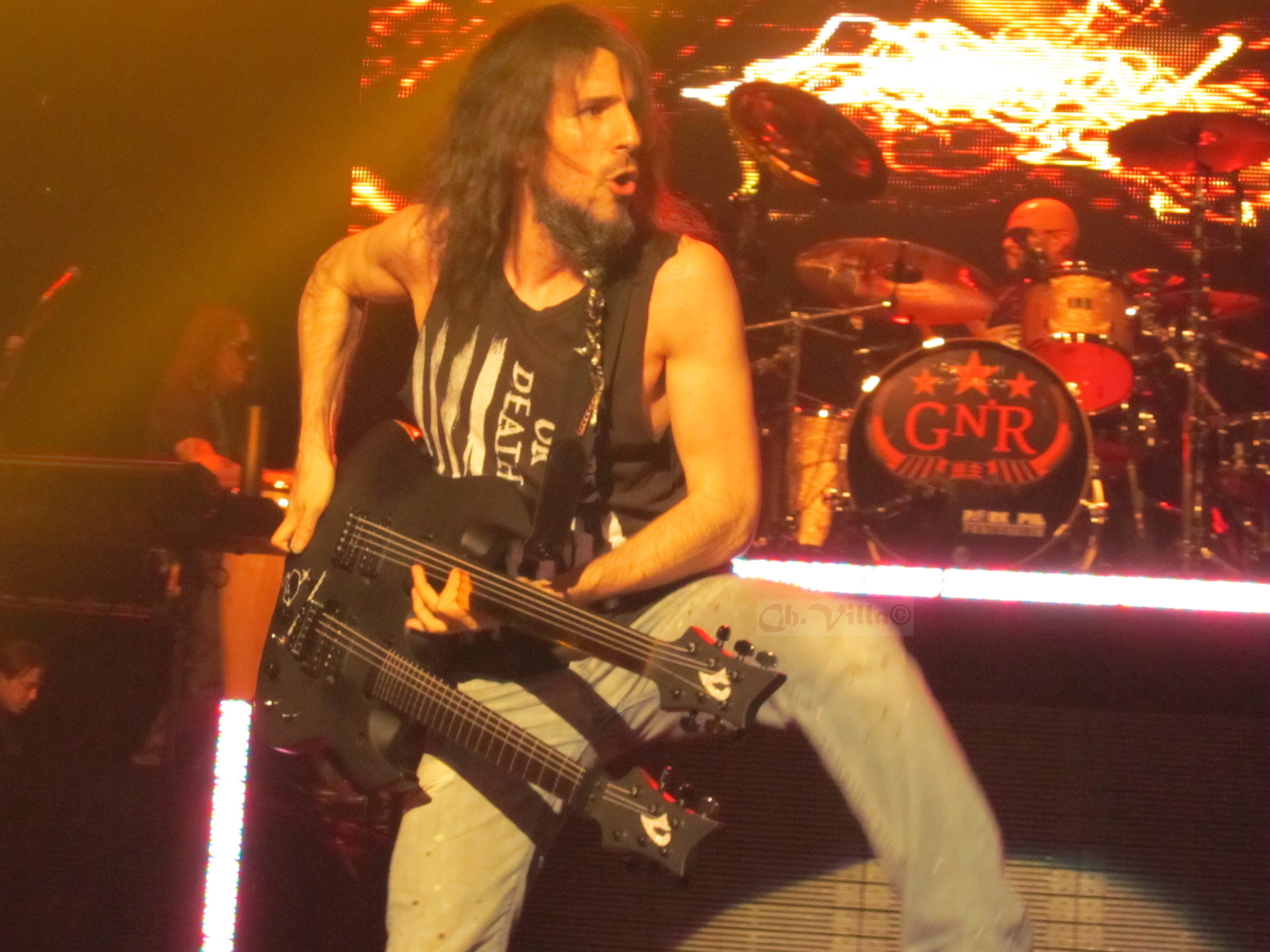
Gitarristen Bumblefoot ersatte Buckethead 2006.

I februari 2007 läckte den "färdiga" versionen av "Better" på nätet, och fick positiva recensioner. Den 4 maj 2007 läckte ytterligare tre spår från Chinese Democracy; en uppdaterad version av "I.R.S.", "The Blues" och titelspåret. Samtliga låtar hade tidigare spelats live. 2007 inledde Guns N' Roses Chinese Democracy World Tour i Mexiko i juni, följt av konserter i Australien och Japan. Låtarna "Nice Boys" och "Don't Cry" (som en del av ett instrumentalt solo av Bumblefoot) spelades för första gången sedan Use Your Illusion Tour. Turnén avslutades på tjugoårsdagen av lanseringen av Appetite for Destruction, i Osaka.
I januari 2008 började rykten florera om att Chinese Democracy hade överlämnats till Geffen Records, men hade försenats på grund av att skivbolaget och Rose inte kunde komma överens om marknadsföringen av albumet. Även Eddie Trunk hävdade att Geffen kanske hade albumet: "jag har hört att den nya Guns N' Roses-CD:n faktiskt är klar, men dröjsmålet med utgivningen beror inte bandet, utan skivbolaget. Det finns så mycket pengar bundet i detta album, att i dagsläget kommer det att vara nästintill omöjligt att vara lönsamt, vilket innebär att skivbolaget kanske vill sälja det men inte kan hitta en köpare, eftersom ingen köper skivor längre. Problem kanske inte är Axl den här gången och kan hålla CD:n i limbo i fler år framöver. Förhoppningsvis löser det sig." I en intervju i februari 2008 uppgav dock Roses manager, Beta Lebeis, att bandet är "i förhandlingar" med skivbolaget och att albumet färdigställdes under julen 2007.
Den 26 mars 2008 meddelade Dr Pepper att man skulle ge alla i USA - förutom bandets tidigare gitarrister Slash och Buckethead - en gratis burk Dr Pepper om bandet gav ut Chinese Democracy innan årets slut. Rose sade att han var "förvånad och väldigt glad" om tillkännagivandet, och tillade: "då en del av Bucketheads inspelningar är med på vår skiva, ska jag dela min Dr Pepper med honom." Då Guns N' Roses tillkännagav ett utgivningsdatum i november 2008, meddelade Tony Jacobs, Dr Peppers vice president för marknadsföring, att man under 24 timmar under söndagen den 23 november kunde lämna in en kupong för att få en gratis läsk. På grund av "tung volym" på Dr Peppers webbplats under hela dagen, var det omöjligt att lämna in en kupong. Den 27 mars 2008, dagen efter Dr Peppers tillkännagivande, meddelade bandet att de hade anställt ett nytt management – lett av Irving Azoff och Andy Gould. Bandet fördömde senare Dr Pepper för dess misslyckade kampanj. I ett brev till Dr Pepper, skrev Axl Roses advokat, Alan Gutman, "det inlösningsprogram ert företag klumpigt genomfört för detta erbjudande var en ren katastrof som lurat konsumenterna och, i fansens ögon, förstört utgivningen av Chinese Democracy." Advokaten krävde också att företaget skulle be om ursäkt på en helsida i The Wall Street Journal, USA Today, New York Times och The Los Angeles Times. I en intervju 2009 uppgav Rose att han uttryckligen sagt tills hans advokater att detta var en icke-fråga, och togs på sängen då dessa handlingar genomfördes, och tyckte att de istället borde fokusera på skivsläppet.
Under april 2008 tilltog rykten om att albumet snart skulle komma att ges ut, nio spår som påstods vara från Chinese Democracy läckte ut på en webbplats den 19 juni 2008, men tog snabbt bort. Sex av dessa spår hade tidigare läckt ut i någon form, medan tre av låtarna var nya. Den 14 juli 2008 meddelade Harmonix, i samband med MTV Games, att en ny låt från Chinese Democracy – "Shackler's Revenge" – skulle ges ut på det nya spelet Rock Band 2. Hela albumet gavs till slut ut till spelet som nedladdningsbart innehåll i april 2009. Låten "If the World" hade premiär den 10 oktober 2008, då den spelades under eftertexterna i Body of Lies av Ridley Scott.
I slutet av augusti rapporterade både Rolling Stone och Billboard om lanseringen av albumet, och uppgav 25 november som utgivningsdatum. Detta bekräftades slutligen den 22 oktober av bandets management och skivbolaget i ett gemensamt pressmeddelande. Chinese Democracy, bandets sjätte studioalbum och dess första sedan "The Spaghetti Incident?" från 1993, släpptes den 22 november 2008 i Europa och Australien, den 23 november i Nordamerika, och den 24 november 2008 i Storbritannien. Albumet kostade uppskattningsvis 14 miljoner dollar att producera, vilket gör den till det dyraste rockalbumet någonsin i musikhistorien. Det debuterade på Billboard 200 på plats tre men sålde mindre än förväntat, trots allmänt positivt mottagande från kritiker. Flera dagar före det officiella utgivningsdatumet gav bandet ut hela Chinese Democracy på gruppens Myspace. Albumet steamades över 3 miljoner gånger och slog därmed rekord på Myspace för det mest streamade albumet någonsin.

### 2009–2015: Rock and Roll Hall of Fame och turnéer
I en telefonintervju med Kurt Loder 1999, sade Rose att han och det då nya bandet hade spelat in tillräckligt med material för ett dubbelalbum. I ett informellt samtal med Rolling Stone i februari 2006, sade Rose att bandet hade 32 låtar som de arbetade med. Rose uppgav på ett flertal webbforum i december 2008 arbetstitlar på låtar för ett eventuellt framtida album. Bland dessa titlar nämndes: "Elvis Presley and the Monster of Soul" ("Soul Monster", tidigare känd som "Leave Me Alone"), "Atlas Shrugged", "Seven", "The General", "Thyme", "Ides of March", "Berlin" (tidigare "Oklahoma"), "Zodiac", "Quick Song", och "Down by the Ocean" (som skrevs tillsammans med Izzy Stradlin). Han nämnde också att bryggan i "Soul Monster" som bandets "mest Black Sabbath-ögonblick", och sade att det är "den elakaste delen jag någonsin har sjungit hittills." I en intervju 2007, sade Roses nära vän Sebastian Bach att "The General" hade ett väldigt "tungt" sound med "skrikande sång" och sade också att den var uppföljaren till "Estranged" som gavs ut på Use Your Illusion II. Bach påstod också att Chinese Democracy skulle vara den första delen i en trilogi av nya album, och att Rose hade sagt till honom det tredje, ännu obetitlade, albumet var planerat till 2012. 2001 var den ursprungliga planen för Chinese Democracy att spela in två album, ge ut Chinese Democracy, turnera i ett eller två år, och därefter ge ut ett andra album utan att behöva återvända till studion.
Den 6 februari 2009 gav Rose sin första intervju på nio år när han satte sig ner med Jonathan Cohen från Billboard. Rose sade att det inte fanns någon chans att han aldrig skulle gå med på en återförening med Slash: "Det som är klart är att en av oss två kommer att dö innan en återförening, och hur tråkigt, fult eller olyckligt folk ser det, så är det så det är. Dessa beslut gjordes för länge sedan och upprepades år efter år av en man." Rose var dock öppen för att åter arbeta med Stradlin och McKagan – "jag skulle kunna göra en låt eller så på sidan med Izzy eller ha med honom ut [på turné] igen. Jag är inte så bekväm med att göra någonting med mer än en av mina alumner. Kanske något med Duff [...]"

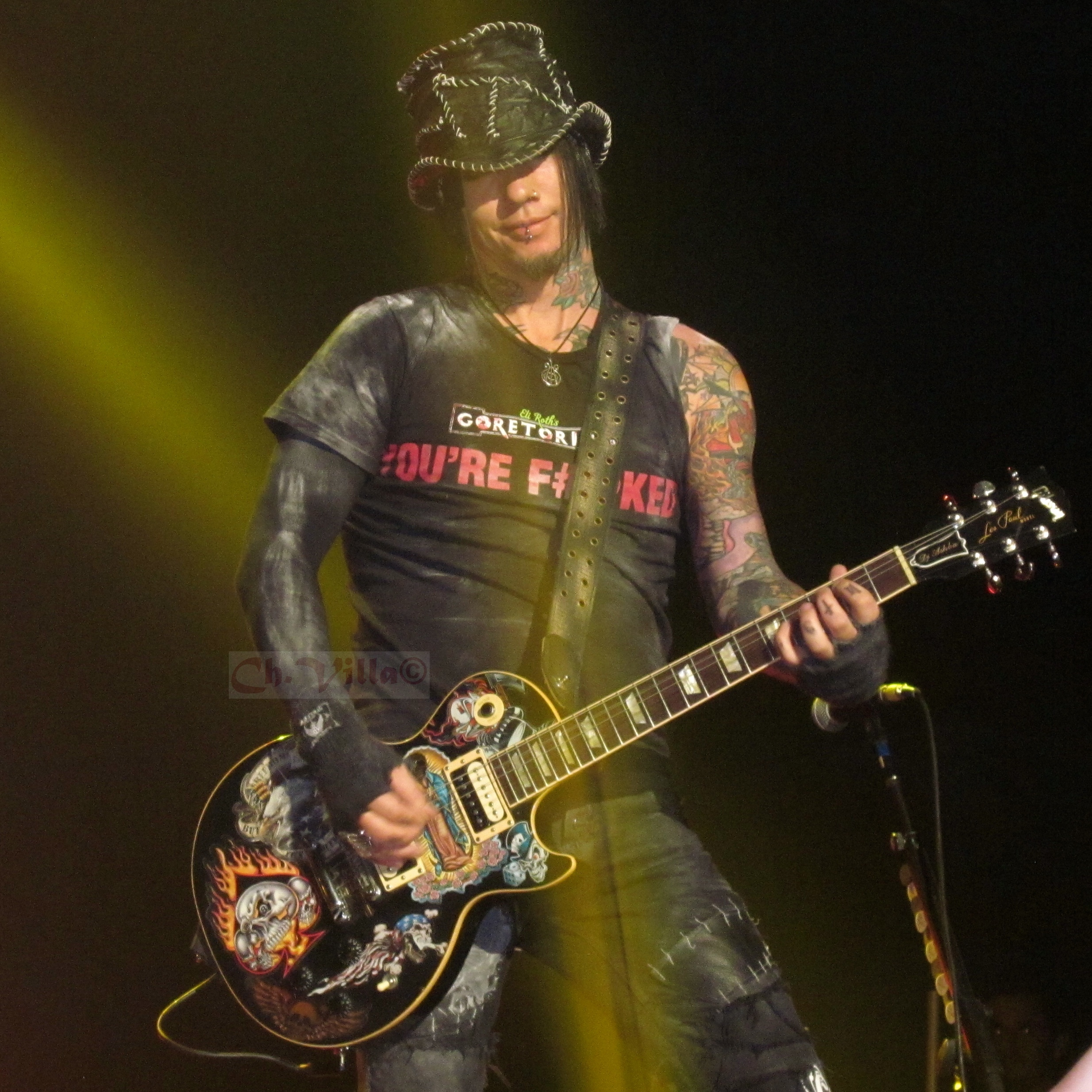
Gitarristen DJ Ashba ersatte Robin Finck 2009.

I mars 2009 meddelade bandet att DJ Ashba ersatt Robin Finck, som återvänt till Nine Inch Nails. Ashba hade tidigare spelat med gruppens tidigare trummis Steven Adler i Bulletboys 1998. Guns N' Roses headlineade Reading- och Leedsfestivalerna 2010. I Reading äntrade Guns N' Roses scenen 58 minuter för sent, och på grund av ett utegångsförbud var bandet tvingade att avsluta konserten vid midnatt. Bandet hann därför inte slutföra sin konsert, men försökte ändå att spela "Better" och "Paradise City" utan förstärkning, medan publiken sjöng med. Rose sade till sina fans att gruppen inte skulle komma att spela på Leeds Festival, i protest. Men två dagar senare spelade bandet, trots allt, på Leeds Festival – 30 minuter försenade. Till följd av detta ströks flera extranummer och Rose sade till publiken: "Vi kommer hit för att spela för er, men polisen och arrangörerna vill knulla oss i röven. Vi skulle vilja spela några fler låtar för er men vi spelar bara en."
Under en konsert den 1 september, i Dublin, var bandet över en timme försenade. Rose stoppade bandet i mitten av den andra låten, "Welcome to the Jungle" efter att flera flaskor kastats på scenen, och varnade publiken: "en mer flaska och vi åker hem. Det är upp till er. Vi skulle vilja stanna. Vi vill stanna. Vi vill ha lite kul." Efter att ytterligare en flaska kastats lämnade bandet scenen under konsertens fjärde låt. Konserten återupptogs drygt en halvtimma senare. Den 14 oktober 2010 gästade den tidigare basisten Duff McKagan bandet, och stod på scenen med gruppen första gången sedan han lämnade bandet. Han spelade fyra låtar med gruppen – "You Could Be Mine", "Nice Boys", "Knockin' on Heaven's Door" och "Patience". Framträdandet sades vara "nåt som bara hände" då Rose och McKagan stötte ihop när råkade bo på samma hotell. McKagan gästade senare Guns N' Roses under två konserter i Seattle i december 2011, och var också förband med Loaded. Guns N' Roses spelade på Rock in Rio 4 den 2 oktober 2011 under kraftigt regn, och spelade "Estranged" för första gången sedan 1993. Gitarristen Bumblefoot uppgav att på grund av förhållandena, var det den "värsta konsert han någonsin varit med om". Två månader senare, under en konsert i Nashville spelade också "Civil War" för första gången på arton år.

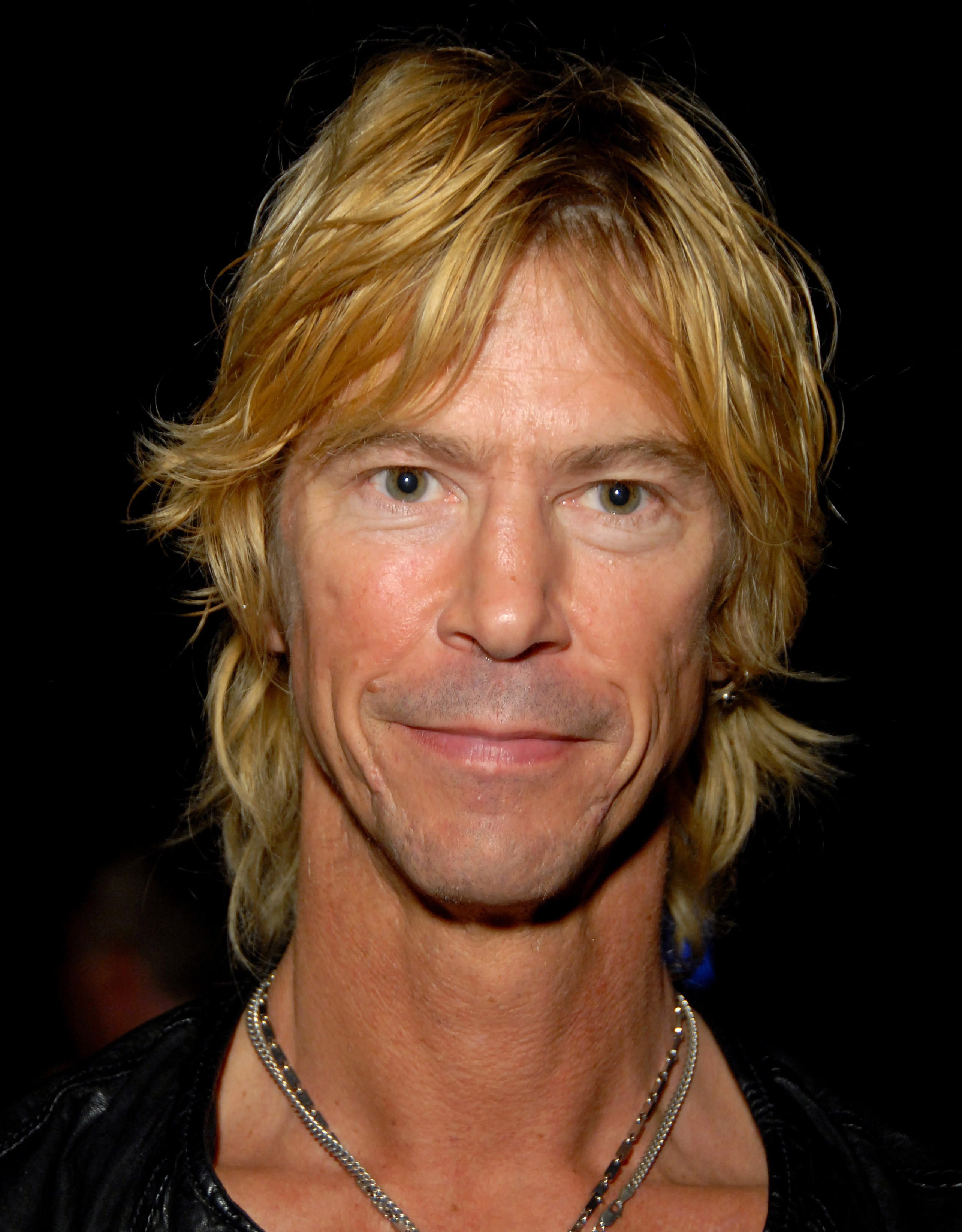
Duff McKagan spelade med Guns N' Roses för första gången på över 17 år i oktober 2010.

Den 7 december 2011 meddelades det att den klassiska sättningen av Guns N' Roses skulle bli invald i Rock and Roll Hall of Fame and Museum tillsammans med ett flertal andra akter, däribland Red Hot Chili Peppers och The Faces. I en kommentar på Twitter, uttalade sig Rose: "Jag skulle vilja tacka Rock N' Roll Hall of Fame och våra fans. Detta är er seger". Han kommenterade induktionen under en intervju, och sade "jag vet inte vad det innebär i form av mig med det gamla bandet och den gamla uppsättningen", "..." Om vi skulle bli inbjudna så vet jag inte vad de skulle kräva av mig. Det är uppe i luften." Slash kommenterade också: "Jag har ingen aning om hur det är tänkt att gå till. Om Axl, Duff, Izzy och jag själv börjar kommunicera, kan det gå en väg. Om vi inte gör det, så vet bara Gud."
I början av 2012 tillkännagav bandet Up Close and Personal Tour, med konserter i USA och Europa. Turnén var mer avskalad i jämförelse med föregående Chinese Democracy World Tour. Alla konserter i nordamerika ägde rum på mindre klubbar och all pyroteknik hade tagits bort. Den europeiska delen av turnén påbörjades ungefär en månad efter bandets induktion i Rock and Roll Hall of Fame. Gitarristen DJ Ashba pratade om en potentiell uppföljare av Chinese Democracy i en intervju 2012 och sade: "Jag har skrivit och demo:at omkring 12 låtar, tror jag. [Axl] har hört några av dem och några av dem han har ännu inte [hört]. Men jag tror att när vi får lite ledigt, kommer vi förhoppningsvis träffas allihopa och pussla ihop vad vi tror kommer bli nästa bästa grej."
Den 11 april 2012 släppte Rose ett öppet brev till "The Rock and Roll Hall of Fame, Guns N 'Roses Fans och till den det anbelangar", och skrev att han inte skulle delta i induktionen. Han meddelade: "Jag avstår respektfullt min induktion som en medlem av Guns N' Roses till Rock and Roll Hall of Fame" och kallade det en "komplicerad och besvärlig situation." Efter ceremonin, gav Rose ett uttalande på bandets Facebook där han bad om ursäkt till staden Cleveland (där ceremonin ägde rum) och specificerade sina skäl till varför han inte deltog: "jag vet och förstår fortfarande inte exakt vad [Rock and Roll Hall of Fame] är eller hur eller varför det inbringar pengar, var pengarna tar vägen, vem som väljer väljarna, och varför någon i denna styrelse beslutar om vem, av alla artister i världen som har bidragit till denna genre, officiellt är tillräckligt "rock" för att vara med i [Rock and Roll Hall of Fame]?"
Den 14 april 2012, återförenades de före detta Guns N' Roses medlemmarna Slash, Duff McKagan, Gilby Clarke, Steven Adler och Matt Sorum på Rock and Roll Hall of Fame.Gruppen framförde "Mr. Brownstone", "Sweet Child o' Mine", och "Paradise City" med Alter Bridges och Slashs bands vokalist Myles Kennedy, i Roses frånvaro. Slash nämnde i en intervju att "när allt kommer omkring så tror jag inte att någon av oss ville vara en del av detta till en början, och trodde inte att någon av oss skulle gå. Det var en nagel i alla – ja, åtminstone en nagel i mitt öga – eftersom jag var upptagen med andra saker. När det slutligen var dags hade Axl dragit sig ur i sista minuten." I samma intervju, pratade Slash om utsikterna för en återförening: "det är inte något jag vill älta. Jag tycker inte ens om att yttra mig, eftersom det slutar med citat som ibland förvärrar problemet. Jag har andra saker som pågår. Jag är mycket, mycket stolt – oändligt stolt – över allt bandet stod för och allt som har skett med det." Slash sade senare, i juli 2012, att "[den klassiska uppsättningen] kommer aldrig återförenas". I en senare intervju uppgav den tidigare trummisen Steven Adler att Matt Sorum inte skulle delta i en eventuell återförening, såvida inte Adler själv var inblandad.
I juni 2012 meddelade Richard Fortus att bandet inte skulle spela några fler datum för "Up Close and Personal Tour", då bandmedlemmarna hoppades på att tillbringa mer tid i studion i hopp om att slutföra kommande album i slutet av året. Izzy Stradlin gästade återigen bandet för en överraskning konsert till ett bröllop i Saint-Tropez, Frankrike i juli 2012. Samma månad turnerade bandet i Israel för första gången sedan 1992. NME rapporterade samma år att bandets vakter hade fått i uppdrag av Guns N' Roses ledning att inte släppa in någon som bar en t-shirt med Slash på.

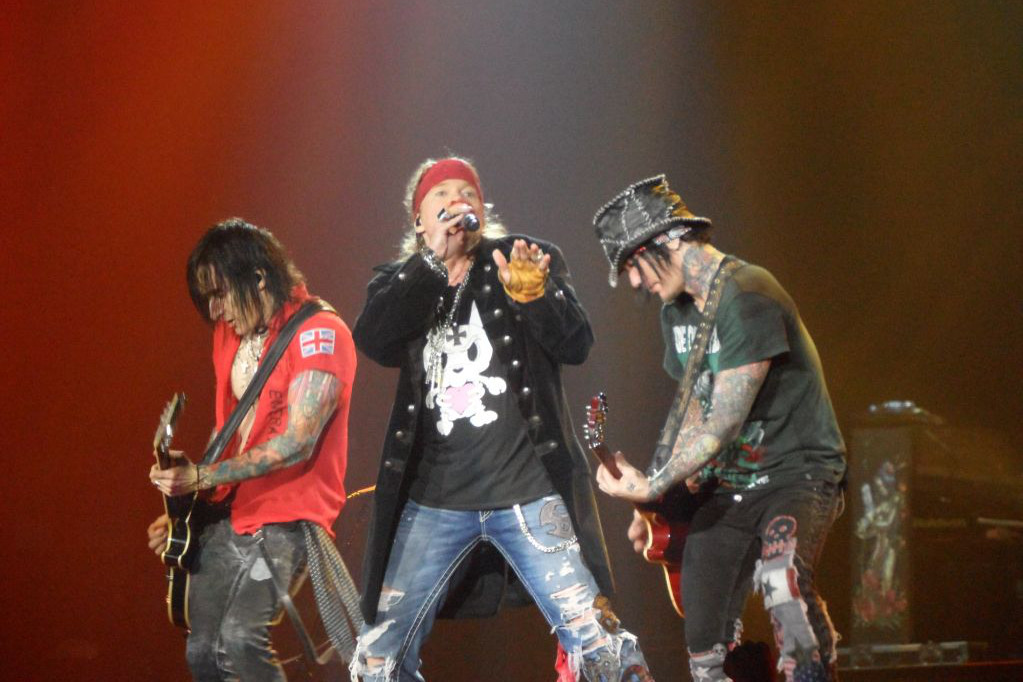
Guns N' Roses live i Nottingham 2012.

Den 13 augusti 2012 meddelade bandet ett antal konserter i Las Vegas med titeln "Appetite for Democracy", och firade 25-årsjubileumet av bandets debutalbum, Appetite for Destruction, och den fyraårsjumbieumet av albumet Chinese Democracy. Gruppens konsert den 21 november samma år, i Las Vegas spelades in i 3D, och visades på biografer 2014 innan det gavs ut som Appetite for Democracy 3D den 1 juli 2014. I oktober 2012 nämnde Rose att uppföljaren till Chinese Democracy inte skulle ta lika lång tid att ge ut, och sade: "Alla killarna skriver, och vi spelade in en massa låtar genom åren. Vi kommer att räkna ut vad vi mår bäst av. Chinese gjordes styckevis med en person här och en där vid olika tidpunkter." Samma månad spelade Guns N' Roses en akustisk konsert på Neil Youngs Bridge School Benefit. Konserten sågades av kritiker, och Rose hävdade att halsfluss hade försvårat hans sång.
I augusti 2013 läckte en ny låt, "Going Down", ut på nätet. På låten sjunger basisten Tommy Stinson, medan Rose körar. Bumblefoot bekräftade, via Twitter, att låten var legitim.
I början av 2014 inledde bandet en sydamerikansk turné, med konserter i Brasilien och även Portugal. Under ett flertal konserter vikarierade den tidigare basisten Duff McKagan för Stinson, som hade tidigare turnéåtaganden med The Replacements. Gruppen spelade på Revolver Golden Gods-ceremonin, med McKagan på bas, den 24 april 2014. Under ceremonin tilldelades Rose 'Ronnie James Dio Lifetime Achievement Award'. Efter showen upprepade Fortus att bandet arbetade på material och nämnde möjligheten att ny musik skulle komma att ges ut under följande år. Mellan den 21 maj och den 7 juni 2014, återvände bandet till Las Vegas för nya konserter på The Joint, under titeln "No Trickery! An Evening of Destruction". Rose kommenterade gruppens kommande planer i en intervju i juni 2014: "Vi spelade in en massa saker innan Chinese gavs ut. Vi har arbetat mer med några av de sakerna och vi har skrivit en del nya saker. Men i grunden, har vi vad jag kallar den andra halvan av Chinese. Det är redan inspelat. Dessutom så har vi ett remixalbum v låtarna från Chinese. Det har gjorts ett tag också. Men efter Vegas, kommer vi allvarligt att börja titta på vad vi ska göra i detta avseende."
I juli 2014 sade Reed att nästa album var "nästan klart", och tillade att det "bara är en fråga om att plocka ut vilka låtar som kommer att vara med" och att bandet hade en "jävla massa låtar, tillräckligt för ett till album, eller två". Senare samma månad, sade Fortus att bandet jobbar med nytt material och tar en paus från att turnera. Ett år senare nämnde Fortus en potentiell turné för 2016, och sade att nästa album "borde vara ute" vid den tidpunkten. Reed svarade med: "När kommer den släppas? Vi vet inte än. Endast Axl vet, och han är mycket hemlighetsfull. Ha tålamod."

### Från 2016: Slash och McKagans återkomst
Den 27 juli 2015 lämnade gitarristen DJ Ashba bandet, med hänvisning till sina åtaganden gentemot sin familj och sitt andra band, Sixx: A.M.. I ett uttalande sade Ashba: "Jag har nått en punkt i mitt liv där jag känner att det är dags att ägna mig åt mitt band Sixx: A.M., min fantastiska hustru och familj, och alla de nya äventyr som framtiden har att ge". Ett antal dagar senare, rapporterade journalisten Gary Graff att en källa inom bandet sagt att Bumblefoot lämnat Guns N' Roses turnén 2014. Inga officiella uttalanden från vare sig Thal eller bandet har gjorts kring detta. Därefter lämnade Tommy Stinson bandet, av personliga skäl som höll honom oförmögen att turnera. Frank Ferrer klargjorde bandets status i mitten av 2015: "Guns existerar fortfarande... [...] det finns en hel del saker på gång... allt går framåt."

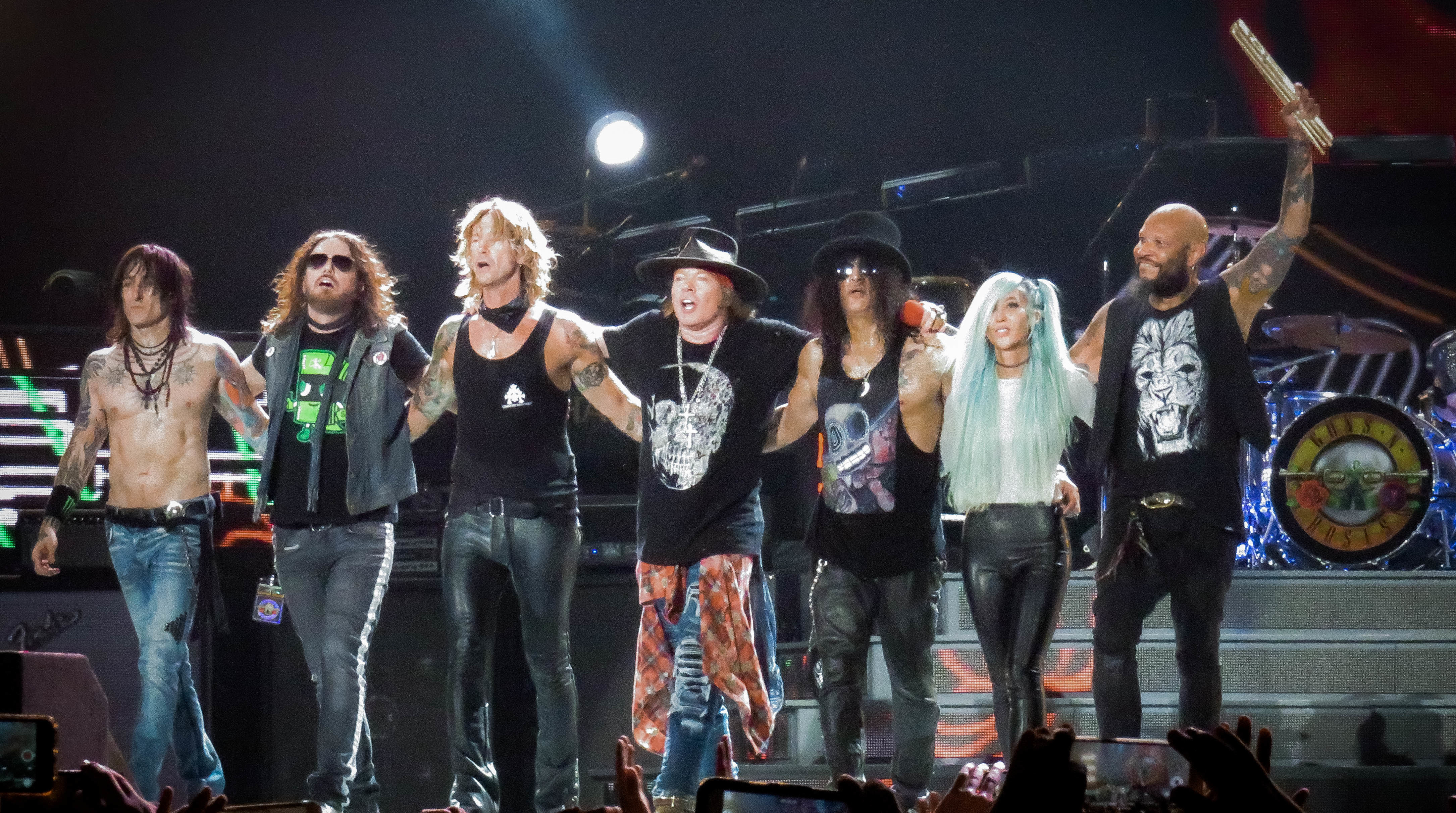
Guns N' Roses i Mexiko 2016.

Den 29 december 2015 rapporterade Billboard att Slash skulle återvända till bandet och att en "återförenad" konstellation skulle komma att vara huvudakt på Coachella 2016. Rose skulle ha medverkat på Jimmy Kimmel Live! den följande veckan för att prata om bandets framtid, men hans medverkan ställdes in på grund av "oförutsedda omständigheter". Guns N 'Roses meddelades officiellt som headliner av Coachella den 4 januari 2016, och radiostationen KROQ rapporterade att Slash och McKagan återvänt till bandet. Detta bekräftades kort därefter av Coachellafestivalen via ett pressmeddelande. Den 25 mars samma år tillkännagav bandet en nordamerikansk turné – Not in This Lifetime... Tour – där gruppen besökte 21 städer. En uppvärmningskonsert ägde rum den 1 april på Troubadour i Los Angeles, och tillkännagavs på morgonen samma dag. Melissa Reese, som tidigare arbetat med gruppens förra trummis Bryan Mantia, ersatte Chris Pitman som lämnat gruppen. Under denna konsert, föll Rose och bröt foten. Rose fick Dave Grohls specialgjorda tron som Grohl använt under ett flertal konserter efter att han brutit benet. Bandets första schemalagda konserter med Slash och McKagan ägde rum på den då nyöppnade T-Mobile Arena i Las Vegas den 8 och 9 april 2016.
Under konserten på Coachella den 16 april 2016, gästades gruppen av AC/DC:s gitarrist Angus Young på två låtar: "Whole Lotta Rosie" och "Riff Raff". Den 6 och 9 juli 2016, i Cincinnati och Nashville, gästade bandets originaltrummis Steven Adler gruppen på låtarna "Out ta Get Me" och "My Michelle". Detta var första gången sedan 1990 som Adler spelade med gruppen. Därefter nådde turnén Latinamerika i oktober och november, där Adler återigen gästade gruppen: denna gång under två konserter i Buenos Aires. Bandet inledde 2017 med konserter i Asien och Oceanien, innan man i slutet av maj tog turnén till Europa. Därefter återvände turnén till Nord- och Sydamerika, där man turnerade mellan juli och november. Under turnén gästades gruppen också av Sebastian Bach, Angry Anderson, Pink, Billy Gibbons och Dave Grohl.
I början av maj 2018 meddelades det att en box, Appetite for Destruction: Locked N' Loaded, kommer att ges ut den 29 juni samma år. Boxen innehåller 73 låtar på fyra CD-skivor (varav 49 tidigare outgivna) och sju LP-skivor. Skivorna är remastrade versioner av Appetite for Destruction och Live ?!*@ Like a Suicide, dessutom återfinns en EP med B-sidor, 25 inspelningar från sessioner från 1986, samt två outgivna låtar från gruppens sessioner med Mike Clink. Utöver detta kommer boxen också innehålla en 96-sidig bok med outgivna fotografier från Roses privata arkiv, tolv litografier som visualiserar varje låt på albumet, samt replikor av blandade minnessaker från denna era. I samband med detta gavs låten "Shadow of Your Love" ut som singel den 4 maj 2018, gruppens första singel på nästan ett årtionde.
I en intervju i juli 2017 sade gitarristen Richard Fortus att bandets medlemmar spelat in egna idéer för ett kommande album, men att man inte äntrat studion som ett band ännu. 2018 bekräftade Fortus att bandet arbetar på ett nytt album och sade "Jag tror att det kommer hända snabbare än du tror". I februari 2019 sa både Slash och McKagan att man arbetar med ett nytt Guns N' Roses-album.

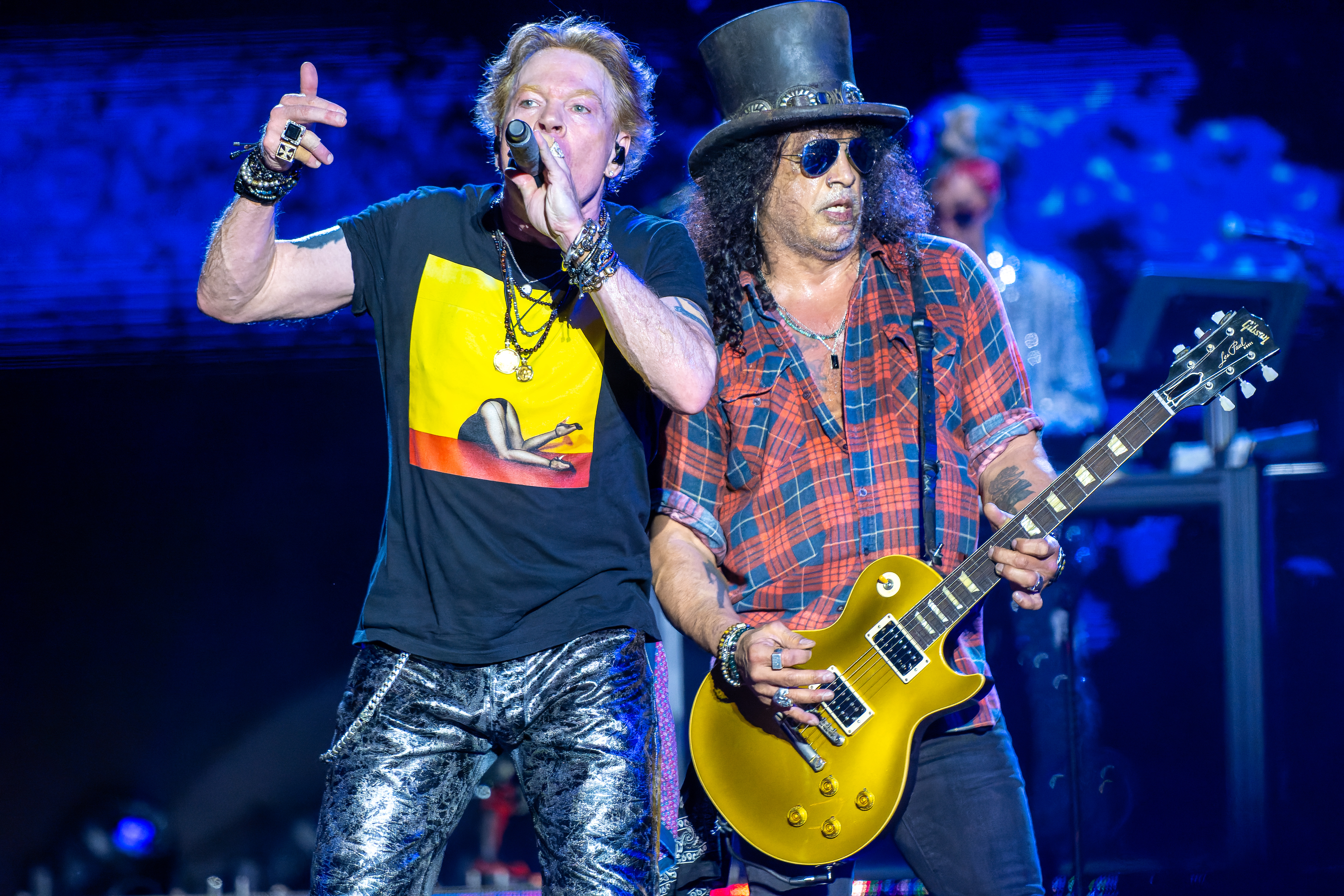
Rose och Slash under Glastonburyfestivalen 2023.

2020 tillkännagav bandet en Nordamerikansk turné samt ett antal festivalkonserter som utgavs vara en ny turné och inte en fortsättning på Not in This Lifetime... Tour. I september samma år gavs albumet Greatest Hits ut på nytt (med "Shadow of Your Love" tillagd), och i vinylformat för första gången. I juni 2021 meddelade Guns N' Roses att de skulle fortsätta med We're F'n' Back Tour i USA från juli till oktober. Den fortsatte senare in i 2022 med konserter i Europa, Latinamerika och Oceanien. Den 6 augusti 2021 gav bandet ut singeln "Absurd", gruppens första utgivning av ny musik sedan 2008. Ytterligare en singel, "Hard Skool", gavs ut den 24 september. De båda låtarna är omarbetade från sessioner från Chinese Democracy. Fysiska utgåvor av "Hard Skool" gavs ut som både EP och vinylsingel med olika låtlistor; den förstnämnda gavs ut den 25 februari 2022 tillsammans med "Absurd" och liveinspelningar. 2021 sade Slash att bandet omarbetat flera låtar från Chinese Democracy-sessionerna för att ge ut dessa senare. Han fortsatte prata om dessa året därpå; "Det kommer ut nytt Guns-material just nu, och vi kommer förmodligen att fortsätta släppa tills ett helt albums innehåll är klart." Han sa senare att ytterligare två singlar förmodligen skulle komma att ges ut i juni.
Den 20 september 2022 tillkännagav bandet en remastrad deluxebox med Use Your Illusion I & II; denna gavs ut den 11 november 2022. Boxen innehåller båda albumen remastrade, tillsammans med två livekonserter från 1991 (New York) och 1992 (Las Vegas), en Blu-ray av New York-konserten, fotografier och memorabilia. Boxen föregicks av en liveversion av "You Could Be Mine" som första singel.
Guns N' Roses fortsatte turnera under 2023. Den 24 juni var man huvudakt på Glastonburyfestivalen för första gången. Framträdandet fick ett blandat mottagande där flera medier såg det som den sämsta headlinern i festivalens historia. Detta fick bandet att svara och man hävdade då att tekniska problem resulterat i en dålig mix. Den 18 augusti 2023 gav bandet ut den pianobaserade singeln "Perharps". Ytterligare en låt, "The General", gavs ut den 8 december samma år.
I december 2024 tillkännagav bandet turnén "Because What You Want & What You Get Are Two Completely Different Things" för 2025. Den 19 mars 2025 meddelades det att den mångårige trummisen Frank Ferrer lämnat Guns N' Roses. En dag senare, den 20 mars, tillkännagav bandet att Isaac Carpenter rekryterats som ny trummis och officiellt ersatt Ferrer.

## Stil och inverkan
Guns N' Roses skrev på för ett stort skivbolag inom åtta månader efter att bandet bildats och toppade de nationella försäljningslistorna några veckor efter att ha spelat sent på MTV. Appetite for Destruction är det mest sålda debutalbumet genom tiderna i USA. Gruppens vänner inom musikindustrin talade ofta gott om bandet. Joe Perry uppgav att bandet var den första gruppen som påminde honom om Led Zeppelin. Ozzy Osbourne sade att Guns N' Roses kunde ha varit "nästa Rolling Stones" om den klassiska uppsättningen hållit ihop. Countrymusikern Steve Earle uttalade sig 1989 om att "Guns N' Roses är vad varje band från LA låtsas vara".

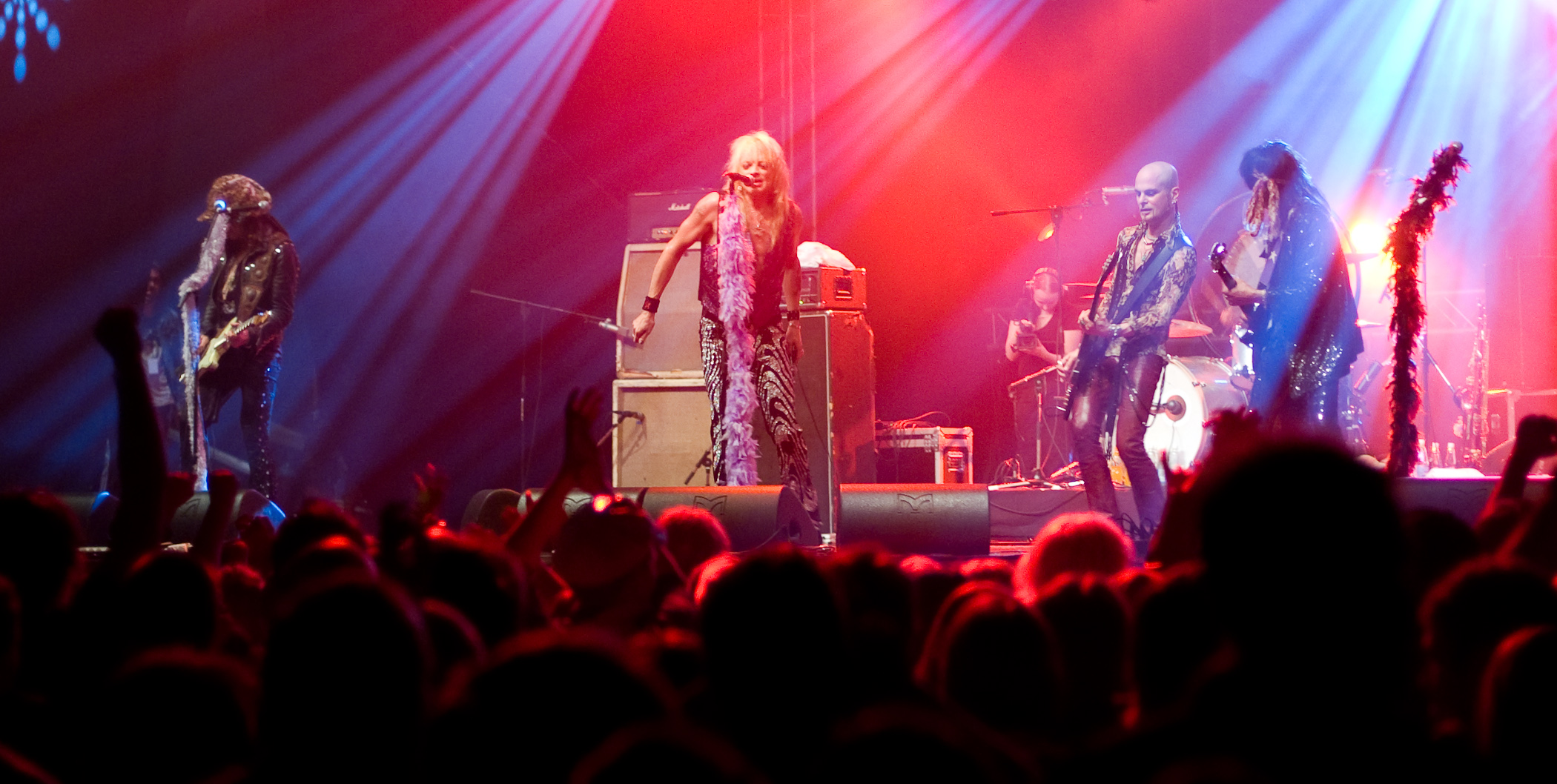
Guns N' Roses tidiga stil var starkt influerat av det finska bandet Hanoi Rocks.

Guns N' Roses musik är en blandning av punk, blues, heavy metal, hardrock, och glam metal. Med Use Your Illusion-albumen breddade bandet ut sig till konstrock, medan man med "The Spaghetti Incident?" blandade hard rock med punkrock. Bandet har fått kredit för att hjälpa till att ompopulera powerballader inom heavy metal-genren. Sedan bandet återupptogs 1999 har man behållit sitt tidigare sound samtidigt som man experimenterat med industrirock och elektronisk rock. På 1990-talet adderade bandet keyboards och synthar (spelade av antingen Rose eller Reed, med hjälp av Teddy Andreadis under turnéer) i bandet. Under ungefär hälften av Use Your Illusion-turnén hade man också blåssektion på scenen.
Det finska bandet Hanoi Rocks var en starkt influens på både Guns N' Roses stil och sound (sångaren Michael Monroe och Rose har samarbetat vid flera tillfällen). Rose har uttalat sig om att bandet var massivt inspirerat av grupper såsom Queen, AC/DC, The Rolling Stones, Aerosmith, och Rose Tattoo, och att soundet på Appetite for Destruction influerat av AC/DC, Led Zeppelin, The Who, Cheap Trick, Aerosmith, Van Halen, New York Dolls och Hanoi Rocks. Bandet var och influerade av T. Rex och The Sex Pistols. Roses låtskrivande på Illusion-albumen var påverkat av Electric Light Orchestra, Elton John och Queen, särskilt album Queen II. Rose har sagt att titelspåret för Chinese Democracy var inspirerat av Nirvanas "Smells Like Teen Spirit". Kritiker har också noterat påverkan av Queen, Wings och Andrew Lloyd Webber på några låtar på Chinese Democracy.
Guns N 'Roses har påverkat många moderna rockband såsom Fall Out Boy, Avenged Sevenfold, Mother Love Bone, Buckcherry, Hinder, Manic Street Preachers, Nickelback, Bullet for My Valentine, Fozzy, The Strokes, Sum 41, och Black Label Society.
2002 fanns Guns N' Roses med på Q:s lista över "50 band att se innan du dör". VH1 rankade Guns N' Roses som nia i sin special "100 bästa artisterna inom hard rock", och också som 32:a på de "100 bästa artisterna genom tiderna". Appetite for Destruction rankades som det 62:a bästa albumet genom tiderna i Rolling Stone:s specialutgåva "The 500 Greatest Albums of All Time". 2004 rankade Rolling Stone Guns N' Roses som 92:a på sin lista över de "100 bästa artisterna genom tiderna". "Paradise City" tillskrevs också plats nio över "bästa hard rock-låt" av VH1.
Guns N' Roses valdes in i Rock and Roll Hall of Fame and Museum den 14 april 2012. Gruppen är ett av världens bäst säljande band genom tiderna och har sålt mer än 100 miljoner album världen över, inklusive 45 miljoner sålda album i USA. Den amerikanska utgivningen av PlayStationspelet Mega Man X5 fick namnet på spelets bosser att ändras för att hedra bandet. Låten "Sweet Child o' Mine" har flest visningar på YouTube för en musikvideo från 1980-talet, medan "November Rain" har flest för en musikvideo från 1990-talet. Den sistnämnda blev den första från det decenniet att nå 1 miljard visningar.
Flera av bandets medlemmar anses vara de bästa inom sina respektive områden och världens mest hyllade - Rose har nämnts som en av de bästa sångarna genom tiderna, Slash rankas som en av de bästa gitarristerna genom tiderna och McKagan har hyllats som en av de bästa rockbasisterna av publikationer som sträckte sig från Rolling Stone och NME till Time och Guitar World. Steven Adler rankades som den 98:e bästa trummis genom tiderna av Rolling Stone och den senare medlemmen, Buckethead, har rankats bland de snabbaste och mest innovativa gitarristerna genom tiderna av publikationer såsom Allmusic och Guitar World.

### Kritik
Guns N' Roses har också fått betydande kritik genom åren. Bandet fick kritik för användandet av droger och alkohol på 1980- och början av 1990-talet. De långa gapen mellan gruppens album har också kritiserats. Låtar som "One in a Million" och bandets cover av Charles Mansons "Look at Your Game, Girl" var kontroversiella när de gavs ut. Vissa texter har dessutom betraktats som sexistiska.
Bandet har också kritiserats för att ha startat sina konserter senare än utannonserat. Bandets sena uppträdanden och "krig" med Reading- och Leedsfestivalerna har kritiserats av artister och folk inom musikindustrin.
I oktober 2009 stämde Ulrich Schnauss skivbolag Independiente och Domino Records Guns N' Roses och hävdade att bandet hade begått upphovsrättsintrång genom att använda delar av Schnauss kompositioner i låten "Riad N' the Bedouins" på albumet Chinese Democracy. Bandet hävdade att dessa delar "tillhandahölls av en medlem av albumets produktionsteam som har försäkrat oss om att dessa få sekunder erhållits legitimt." Chinese Democracy förbjöds i Kina på grund av uppfattad kritik i dess titelspår av Kinas regering och referenser till Falungong. Den kinesiska regeringen sade genom media att den "vänder sin spjutspets mot Kina".

## Medlemmar
| Nuvarande medlemmar - Axl Rose – sång, piano, keyboard (1985– ) - Duff McKagan – bas, kör, slagverk (1985–1997, 2016– ) - Slash – gitarr, kör (1985–1996, 2016– ) - Dizzy Reed – keyboard, piano, slagverk, kör (1990– ) - Richard Fortus – gitarr, kör (2001– ) - Melissa Reese – keyboard, kör, programmering (2016– ) - Isaac Carpenter – trummor (2025– ) | Tidigare medlemmar - Izzy Stradlin – gitarr, kör (1985–1991) - Tracii Guns – gitarr (1985) - Ole Beich – bas (1985) - Rob Gardner – trummor (1985) - Steven Adler – trummor, kör (1985–1990) - Matt Sorum – trummor, slagverk, kör (1990–1997) - Gilby Clarke – gitarr (1991–1994) - Paul Tobias – gitarr, piano (1994–2002) - Robin Finck – gitarr, keyboard, synthesizer (1997–1999, 2000–2008) - Josh Freese – trummor (1997–2000) - Tommy Stinson – bas, kör (1998–2016) - Chris Pitman – keyboard, programmering, kör, sub-bas (1998–2016) - Buckethead – gitarr (2000–2004) - Bryan Mantia – trummor (2000–2006) - Bumblefoot – gitarr, kör (2006–2014) - Frank Ferrer – trummor (2006–2025) - DJ Ashba – gitarr, kör (2009–2015) | Turnémusiker - Fred Coury – drums (1987–1988; temporär ersättare för Steven Adler) - Kid Chaos – bas (1988; temporär ersättare för Duff McKagan) - Teddy Andreadis – keyboard, slagverk, munspel, kör (1991–1993) - Anne King – trumpet (1991–1993) - Cece Worrall – saxofon (1991–1993) - Lisa Maxwell – saxophone (1991–1993) - Tracey Amos – kör (1991–1993) - Roberta Freeman – kör (1991–1993) - Diane Jones – kör (1991–1993) - Izzy Stradlin – gitarr, kör (1993; temporär ersättare för Gilby Clarke) - Duff McKagan – bas, kör (2014; temporär ersättare för Tommy Stinson) |

## Diskografi
- 1987 – Appetite for Destruction
- 1988 – G N' R Lies
- 1991 – Use Your Illusion I
- 1991 – Use Your Illusion II
- 1993 – The Spaghetti Incident?
- 2008 – Chinese Democracy